# Ligne A du métro de Rennes
Vous lisez un « article de qualité » labellisé en 2025.  Il fait partie d'un « bon thème » labellisé en 2025.
La ligne A du métro de Rennes, ou ligne a selon la graphie officielle, est une ligne de métro située dans le département français d'Ille-et-Vilaine en région Bretagne. Elle traverse la ville de Rennes du nord-ouest au sud-est en reliant les stations J.F. Kennedy à La Poterie.
Longue de 9,4 km, dont 8,56 km ouverts au public et 7,6 km en souterrain, elle comporte quinze stations. Depuis son inauguration, le matériel roulant est exclusivement composé de VAL 208.
La conception de la ligne remonte aux années 1980, en réponse aux problématiques de saturation du réseau de transport en commun et de la circulation en centre-ville. Le choix du métro, décidé en lieu et place du tramway initialement envisagé, s'accompagne d'un intense débat politique. L'opposition forte privilégiant le tramway se prolonge bien après le vote, les divers opposants continuant leur campagne et réussissant à faire annuler la première déclaration d'utilité publique. Avec plusieurs années de retard, la construction du métro débute en 1997 et est émaillée de nombreux incidents du tunnelier (effondrements, fissures, pannes de l'engin). Cette première ligne est inaugurée le 15 mars 2002 et mise en service commercial trois jours plus tard, le 18 mars.
Elle fit de Rennes entre 2002 et 2008, la plus petite ville au monde à posséder une ligne de métro. La ligne utilise la technologie du véhicule automatique léger. Dès sa mise en service, la ligne connaît un franc succès, battant toutes les prévisions de trafic, pour atteindre les 145 000 voyages par jour en 2022. L'achat de rames supplémentaires a été nécessaire par deux fois en 2006 et 2012, avec l'agrandissement du garage-atelier, pour faire face à la fréquentation.
Une nouvelle augmentation de capacité prévue pour 2028 s'accompagnera de l'achat de nouvelles rames et de l'agrandissement du terminus J.F. Kennedy.

## Histoire

### Chronologie
- 1986-1989 : études sur le choix du mode de transport[RM 1],[1],[2].
- 25 octobre 1989 : vote du conseil municipal approuvant la réalisation d'une ligne de métro[3].
- 29 novembre 1990 : choix du tracé[3],[Cha 1],[Nor 1].
- février 1993 : déclaration d'utilité publique[Nor 2].
- février 1994 : annulation de la déclaration d'utilité publique[1],[4].
- 4 octobre 1996 : nouvelle déclaration d'utilité publique[Cha 2],[LC 1],[AW 1].
- 8 janvier 1997 : début des travaux[Cha 3],[Cha 4].
- 12 janvier 1998 : début du travail du tunnelier Perceval[5].
- 15 mars 2000 : fin du travail du tunnelier[5].
- 13 juillet 2000 : réception de la première rame[Cha 5].
- 20 octobre 2001 : première circulation d'une rame en mode automatique[6].
- 1er décembre 2001 : début de la marche à blanc[7].
- 15 mars 2002 : inauguration de la ligne[8].
- 18 mars 2002 : mise en service commercial de la ligne[8],[9].
- 2006 : augmentation de la capacité par ajout de huit nouvelles rames et extension du remisage[10].
- 2012 : augmentation de la capacité par ajout de six nouvelles rames et extension des ateliers[RM 2],[11],[12].

### Genèse
Le schéma directeur d'aménagement et d'urbanisme (SDAU) de 1974 préconise un transport en commun en site propre (TCSP) selon un axe d'orientation sud-ouest - nord-est via le centre-ville pour accompagner les projets d'urbanisation massive et les deux villes nouvelles prévues.
L'élection d'Edmond Hervé à la suite des élections municipales de 1977 provoque la refonte du SDAU et l'abandon des deux villes nouvelles et du TCSP tel qu'évoqué au profit d'un développement moins dense.
Lors des élections municipales de 1983, Edmond Hervé promet lors de sa réélection d'étudier un mode de transport plus efficace que le bus pour faire face à la saturation du centre-ville de Rennes par la circulation automobile qui s'est développée dans les années 1960 et 1970, face notamment à un réseau de bus lent et peu attractif. Des parkings sont construits partout jusque devant la mairie et la Vilaine est recouverte pour faciliter la circulation,,.
La refonte du plan de déplacements urbains de l'agglomération rennaise commence en septembre 1984, portée par le maire Edmond Hervé à la suite de sa promesse de 1983 d'étudier un mode de transport plus efficace que le bus et de pallier le risque de congestion qui planait sur le centre-ville de Rennes,, : 25 % des déplacements s'effectuent sur seulement 0,3 % du territoire de l'agglomération.
Le Syndicat intercommunal des transports collectifs de l'agglomération rennaise (SITCAR), alors autorité organisatrice de transport urbain, lance entre juin et septembre 1986 les premières études en vue de la création d'un système de transport en commun en site propre pour l'agglomération rennaise afin de répondre à l'augmentation progressive de la fréquentation du réseau d'autobus,.
Le rapport préliminaire de 1986 met en évidence plusieurs corridors au départ du centre-ville et en préconise cinq, mis en évidence en gras ci-dessous et en rouge sur la carte présente dans la galerie ci-dessous :
- Corridor Nord ;
- Corridor Nord-Est et son extension ;
- Corridor Est ;
- Corridor Sud et son extension ;
- Corridor Sud-Ouest ;
- Corridor Ouest ;
- Corridor Nord-Ouest et son extension.

Le SITCAR passe un appel d'offres pour une étude d'opportunité en 1986 afin de définir le mode de transport auquel répondent la SOFRETU et le CODRA qui rendent six mois plus tard, leurs résultats.
La Société française d'études et de réalisations de transports urbains (SOFRETU) propose une ligne de tramway reliant Villejean au Blosne, soit en contournant le centre-ville en longeant la Vilaine soit en passant en tunnel sous le centre-ville, estimée à 760 millions de francs pour un tracé en surface et 1,090 milliards de francs avec un tracé comportant un kilomètre en tunnel,,. Ce tracé était basé sur les seuls comptages aux arrêts de bus et présente deux défauts : il ne dessert ni les gares de Rennes et de Pontchaillou ni le CHR de Pontchaillou.
Le Conseil à la décision et à la réalisation en aménagement (CODRA) propose une alternative, celle d'un bus guidé à grande capacité. Le seul bus à grande capacité existant alors est le « Mégabus », un bus bi-articulé de près de 24 mètres de long en service à Bordeaux depuis 1986,. Le prototype du Mégabus a été présenté en 1985 à Rennes lors d'un congrès du GART et testé en mai 1986, sans convaincre ni la plupart des élus ni les voyageurs,.
Michel Phlipponneau, président du District privilégie l'hypothèse du « tri-bus » du CODRA qu'il juge plus adapté à l'urbanisme rennais que le tramway qu'il juge trop cher et favorisant une densification trop importante qu'il qualifie de « bourrage urbain ». Il n'est pas suivi par les élus de la ville et du SITCAR qui choisissent le tramway et poursuivent les études avec la SOFRETU.

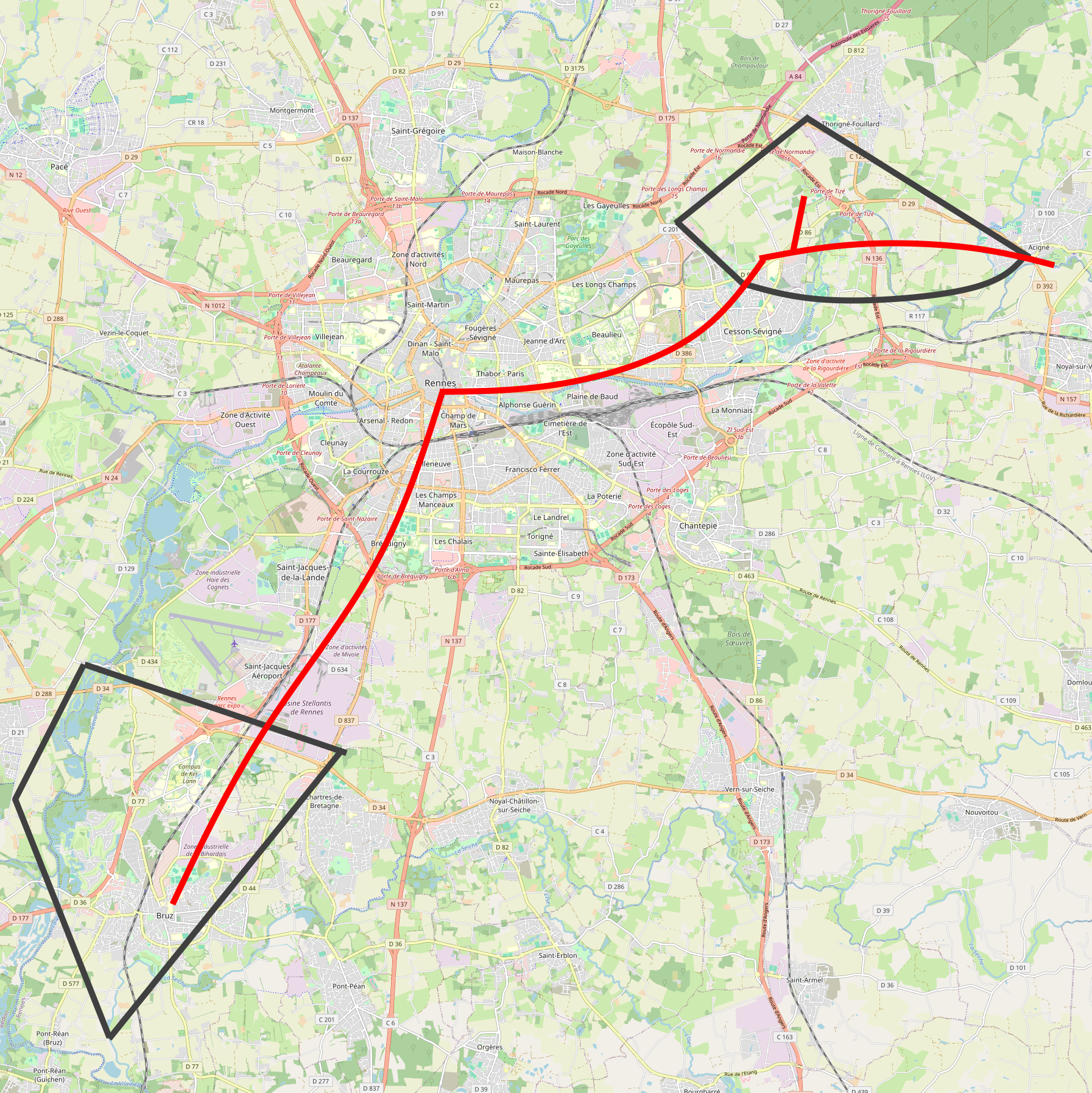
Corridor TCSP (en rouge) envisagé dans le SDAU de 1974, les villes nouvelles sont en gris.
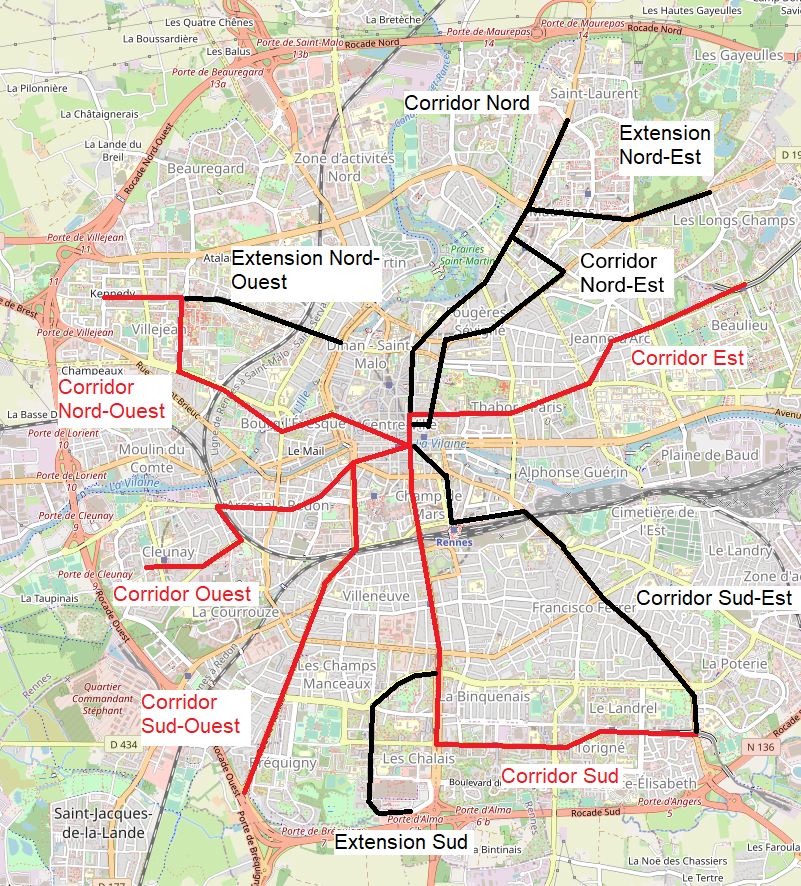
Corridors TCSP selon l'étude de 1986, les corridors en rouge sont ceux privilégiés.
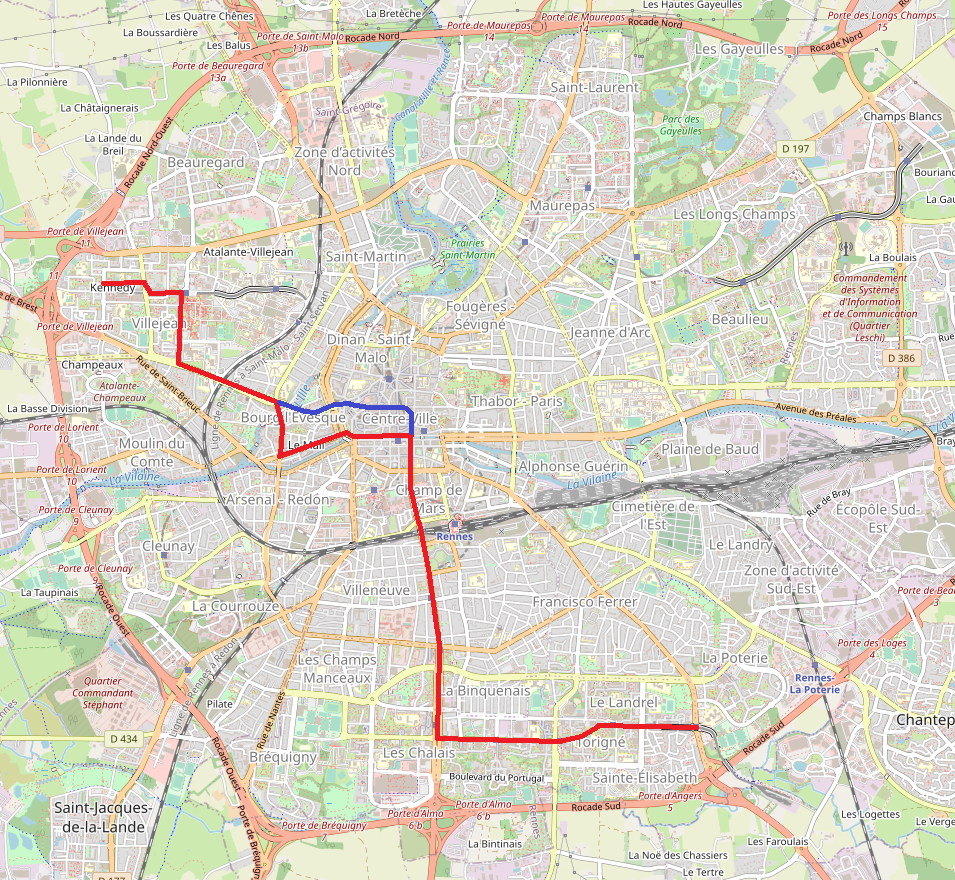
Le projet de tramway présenté en 1986 avec en bleu la variante en tunnel sous le centre-ville.

### VAL ou tramway?

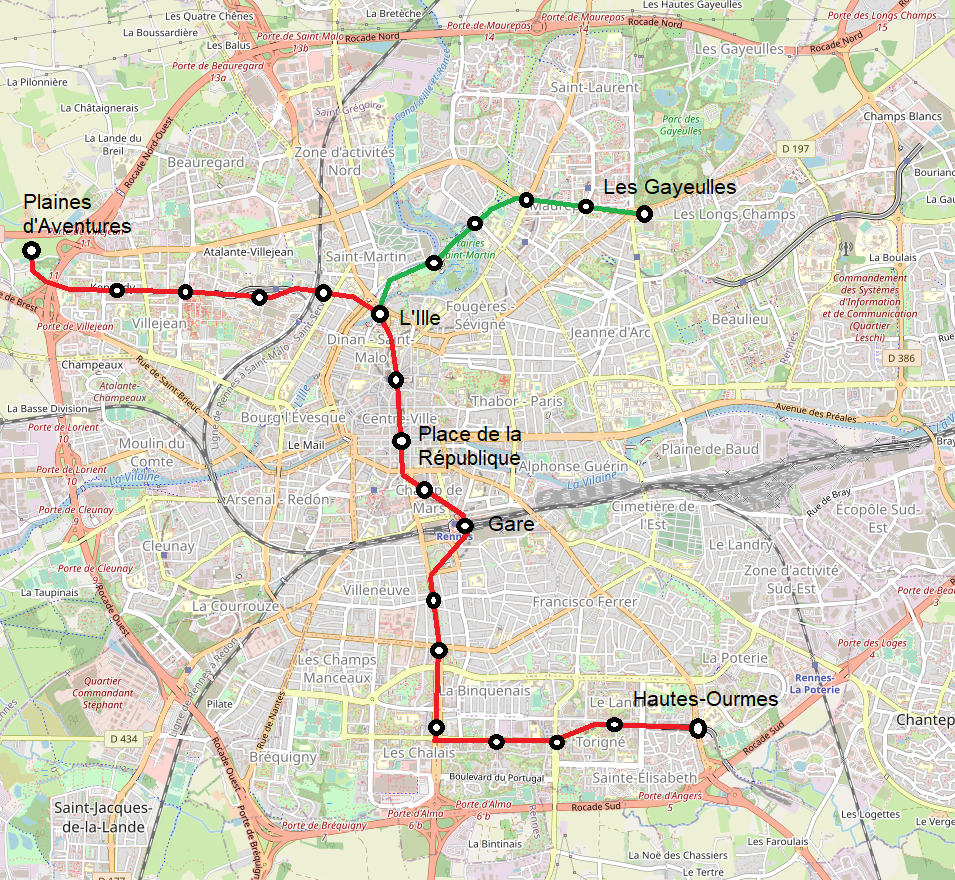
Le tracé proposé en 1988 par Matra (en rouge) très proche de la ligne A actuelle, avec une extension sous forme de branche (en vert) vers les Gayeulles.

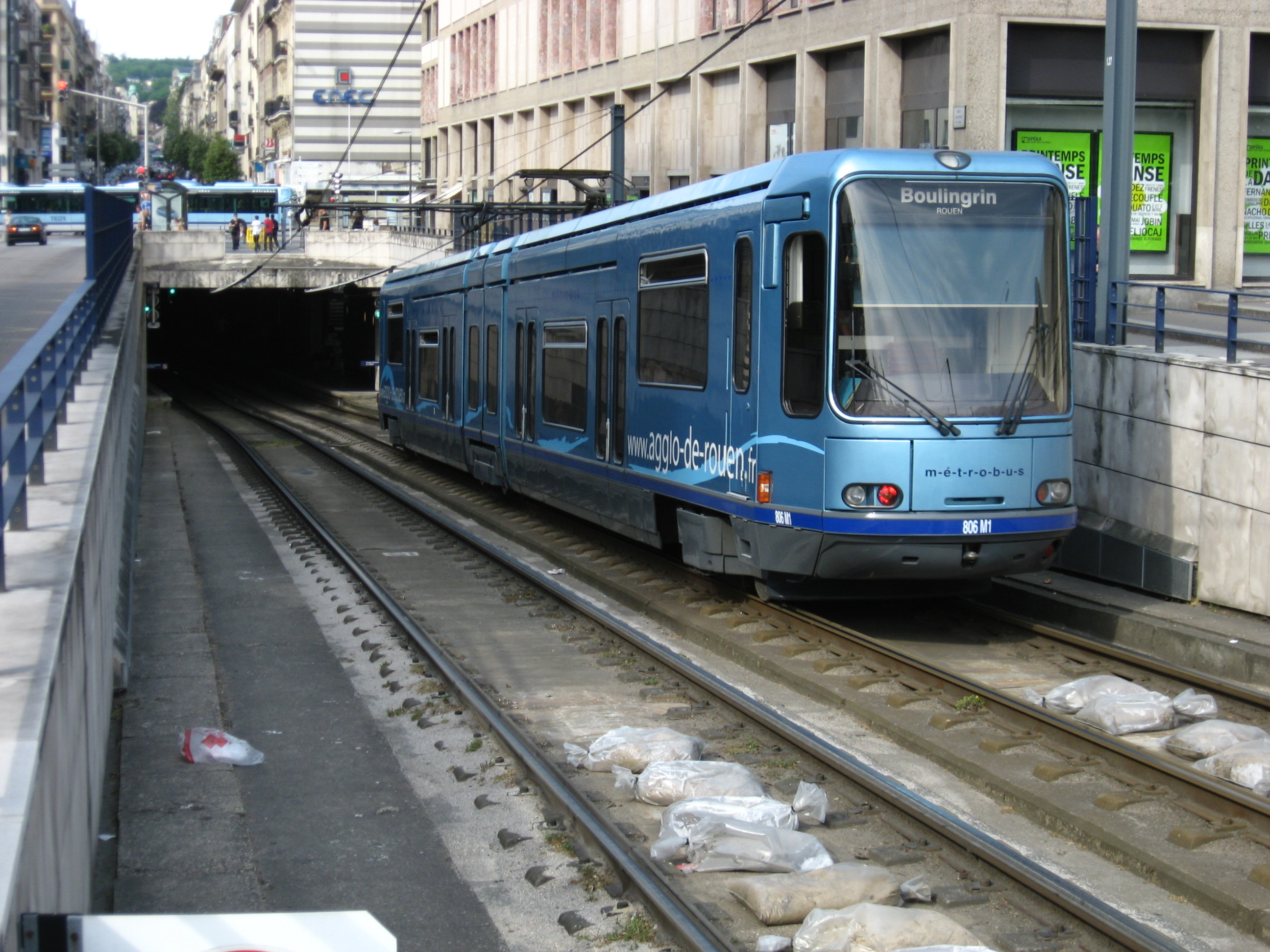
Un tramway avec une section souterraine tel qu'évoqué à Rennes existe en France : le tramway de Rouen ouvert en 1994, localement dénommé… « métro ».

Le SITCAR, sensible à l'argumentaire de la SOFRETU pour le tramway, lui commande un dossier de prise en considération qui lui est remis en juillet 1987 afin de préparer l'octroi de la subvention de l'État. Elle prend en compte une nouvelle exigence de la municipalité : la desserte du centre-ville en souterrain, ce qui enterre définitivement la piste du Mégabus. En outre, Edmond Hervé refusait que le TCSP passe en surface sur le « plateau piétonnier » mis en place en 1982 car il voulait « que les parents puissent lâcher la main de leur enfant en toute sécurité » sur ce secteur et pour des raisons esthétiques. Cette desserte en centre-ville fait apparaitre pour la première fois celle de la place Sainte-Anne dans sa variante longue, qui faisait aussi passer la ligne par le centre commercial Alma et desservait Beauregard tandis que le dépôt était placé à côté de la ferme de la Harpe, zone alors non urbanisée au nord de Villejean,.
La même année, le SITCAR émet son propre rapport préconisant une ligne en Y (Hautes-Ourmes - Le Blosne - Centre-Ville - Villejean ou Maurepas) desservie en BHNS ou en tramway et écarte l'idée d'un métro de type VAL ou même d'Aramis, alors en phase d'expérimentation en raison du coût jugé trop élevé, et de deux motifs propres à chaque mode : fréquentation jugée trop faible pour le VAL et risque technologique lié à une technologie propriétaire pour Aramis, dont les essais seront stoppés dès 1987.
Les premiers choix d'aménagements sont faits en faveur du tramway, avec notamment l'idée de faire des stations souterraines de 60 m de long entre les places des Lices et de la République pouvant accueillir une unité multiple de deux rames et un matériel Tramway français standard comme ceux du tramway de Grenoble ouvert en 1987. Ce choix technique est similaire à celui retenu sur le tronçon souterrain du tramway de Rouen.
La desserte de la gare fut problématique jusqu'au choix du VAL souterrain, en raison de son positionnement sur une faille géologique et du dénivelé d'une dizaine de mètres entre le nord et le sud de la gare, posant d'importants problèmes de génie civil. Plusieurs scénarios furent envisagés pour le passage d'un éventuel tramway, soit en utilisant la voirie existante en passant à distance rue de l'Alma, soit en construisant un nouveau pont au-dessus des voies ferrées, mais aucune de ces propositions ne permettait de desservir convenablement la gare. L'hypothèse peu réaliste d'un tapis roulant entre la gare et le pont de l'Alma est même suggérée.
D'abord privilégié, le tramway laissa progressivement place au VAL à partir de l'automne 1987 : en septembre le président du SITCAR Jean Normand reçoit un appel du président de Matra Transport Jean-Pierre Weiss lui indiquant qu'il avait parlé du véhicule automatique léger (VAL) au maire Edmond Hervé quelque temps avant et souhaite en discuter avec lui,.
Le choix du mode devient une bataille entre deux industriels français : Alsthom organise en juillet 1987 un voyage pour les élus du SITCAR pour leur faire découvrir le nouveau tramway de Grenoble et Matra Transport fait de même en janvier 1988 avec le métro de Lille équipé de sa technologie VAL ; Matra organise au printemps suivant un voyage dans deux villes alors intéressée par le VAL, Genève — qui privilégiera le développement de son tramway et la réalisation du CEVA — et Brescia — qui construira bien un métro, mais sans la technologie VAL —.
Le 7 décembre 1987, le conseil municipal vote le principe de réalisation du transport en commun en site propre (TCSP) et le VAL y est évoqué publiquement pour la première fois aux côtés du tramway,, : le premier adjoint Michel Phlipponneau s'abstient et rappelle son opposition obstinée au TCSP, les communistes sont favorables au tramway et la droite (RPR et UDF) sont favorables au TCSP. En outre, la CGT, la CFDT — qui changera d'avis par la suite — et les associations d'usagers sont elles aussi favorables au tramway.
La ligne proposée par Matra, au tracé assez similaire à celle qui a été construite, est reprise dans le second dossier de prise en considération (DPC) établi conjointement par Matra et la SOFRETU, commandé en juin 1988 et remis en juillet 1988,, : le garage-atelier et Poste de commande centralisé (PCC) était envisagé dans la zone agricole au sud de la Lande du Breil et la partie aérienne au sud devait commencer dès l'actuelle station Clemenceau. Cette ligne reprend le tracé de la ligne de bus no 8. Le dossier montre que, malgré le coût supérieur du VAL par rapport au tramway il restait raisonnable et permettait de pallier deux obstacles pour le tramway : l'étroitesse des rues du centre historique et la géographie des abords de la gare. Selon Michel Phlipponneau, Matra réussit à convaincre la municipalité en utilisant des « moyens de séduction transposés des pratiques de la vente du matériel d'armement » et à lui faire payer l'étude.

### 1989, un tournant décisif
En mars 1989, Edmond Hervé est réélu au premier tour et sa municipalité poursuit le projet. En juin 1989, une seconde étude est commandée à la SOFRETU et est livrée au mois d'août suivant : il reprend le tracé nord-sud pour la desserte du centre-ville et le schéma général en forme de « tau » avec la branche nord-est vers les Gayeulles via les prairies Saint-Martin. Ce tracé était estimé à 82 000 voyageurs par jour, contre 73 000 pour le tracé initial en tenant compte de l'estimation revue à la baisse par rapport aux études de Matra. Cette branche vers les Gayeulles n'aurait pas été sérieusement étudiée et un programme immobilier mené à côté des prairies en 1993 l'a rendu impossible. De plus, des riverains de la rue de Coëtlogon s'opposèrent au passage du métro aérien dans leur rue.
L'élu d'opposition Jean-Pierre Dagorn, farouche opposant au métro, créa notamment le « collectif pour un référendum sur le VAL » en 1989 qui réalisera une pétition ayant recueilli 60 000 signatures. Le président de la Société d'économie mixte des transports collectifs de l'agglomération rennaise (SEMTCAR), Jean-François Blache, affirma dans une interview en 1997 que « le débat Val (16 millions de francs la rame) tram (15 millions) est un faux débat. Ce qui coûte cher, ce sont les choix d’insertion dans la ville ».
À l'automne 1989, 500 rennais sont invités à une visite du métro de Lille et du tramway de Grenoble ; il en ressort selon Jean Normand que le VAL lillois est majoritairement apprécié,. La même année, Alsthom expose un TFS de type Grenoble à la foire internationale de Rennes, après avoir tenté de l'exposer devant l'hôtel de ville et distribue un dépliant reprenant des informations provenant des bureaux de la SOFRETU qui n'avaient pas encore été révélés aux élus, cette manœuvre n'a pas été appréciée par le maire Edmond Hervé,.
Le 25 octobre 1989, le maire de Rennes Edmond Hervé fait voter au cours du conseil municipal la réalisation d'un transport en commun en site propre dans la ville. L'opposition, parmi lesquels les écologistes menés par Yves Cochet, préférait un tramway au VAL. Leurs arguments contre le métro étaient le coût pharaonique du projet, (deux lignes de tramway pouvant être construites pour le prix d'une ligne de métro) et le choix d'un moyen de transport en commun qui ne s'oppose pas frontalement l'automobile (« reconquête » de la ville par le tramway). Le maire était quant à lui hostile à un mode de transport lourd en surface, estimant que cela posait trop de problèmes de sécurité et expliquait que, d'après les études menées, la différence de coût entre le VAL et le tramway n'était pas si importante. Un autre argument en défaveur du tramway est l'absence de véritables banlieues à Rennes en raison de l'atypique schéma de cohérence territoriale et du concept de la « ville-archipel ». Cette urbanisation particulière annihile l'avantage du tramway face au métro, celui de desservir la périphérie à un coût raisonnable, les communes limitrophes étant trop éloignées et pas assez denses pour un mode lourd.
C'est finalement le VAL qui est choisi à une large majorité de 43 voix sur 59 votants, après une séance retransmise sur la chaine de télévision locale TV Rennes ayant duré huit heures, jusqu'à 4 h du matin,,. Le lendemain, le SITCAR vote à son tour et sur 24 communes membres, 19 votent pour, quatre contre et une s'abstient. Pour les autres communes du SITCAR qui ont délibéré dans les semaines qui précèdent, les conseils municipaux de 17 d'entre elles ont voté pour le VAL, quatre pour le tram et celui de Cesson-Sévigné s'est abstenu. Bien qu'initialement opposés, les élus communistes se sont ralliés au vote socialiste, favorable au VAL.
Si Matra se félicite de ce choix, d'autres s'interrogent comme la FNAUT qui déplore que « les considérations de prestige et le mythe de l'automatisme » l'emporte sur « l'intérêt […] des contribuables et des usagers des transports ».

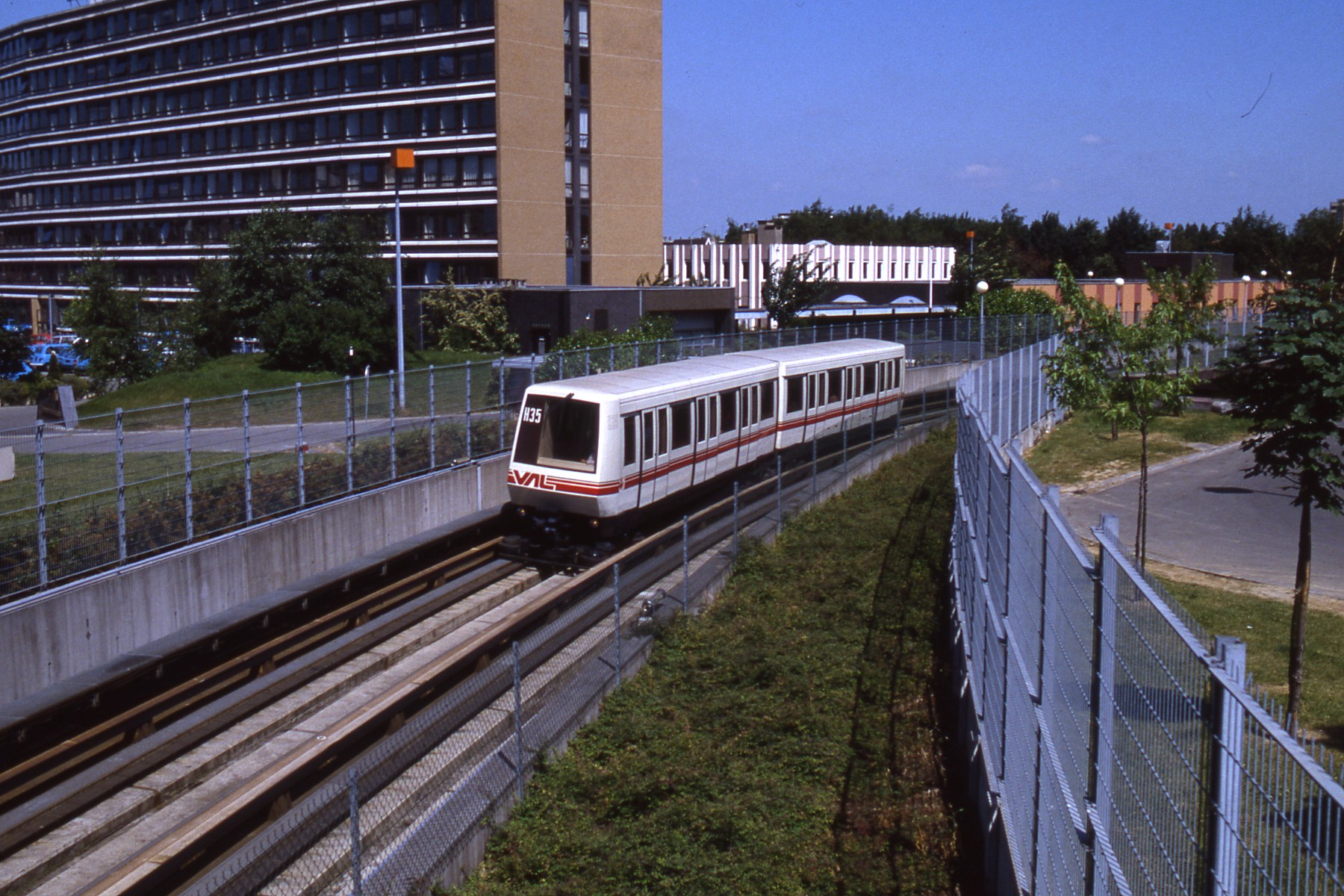
Le métro VAL, ici celui de Lille (photo de 1984).
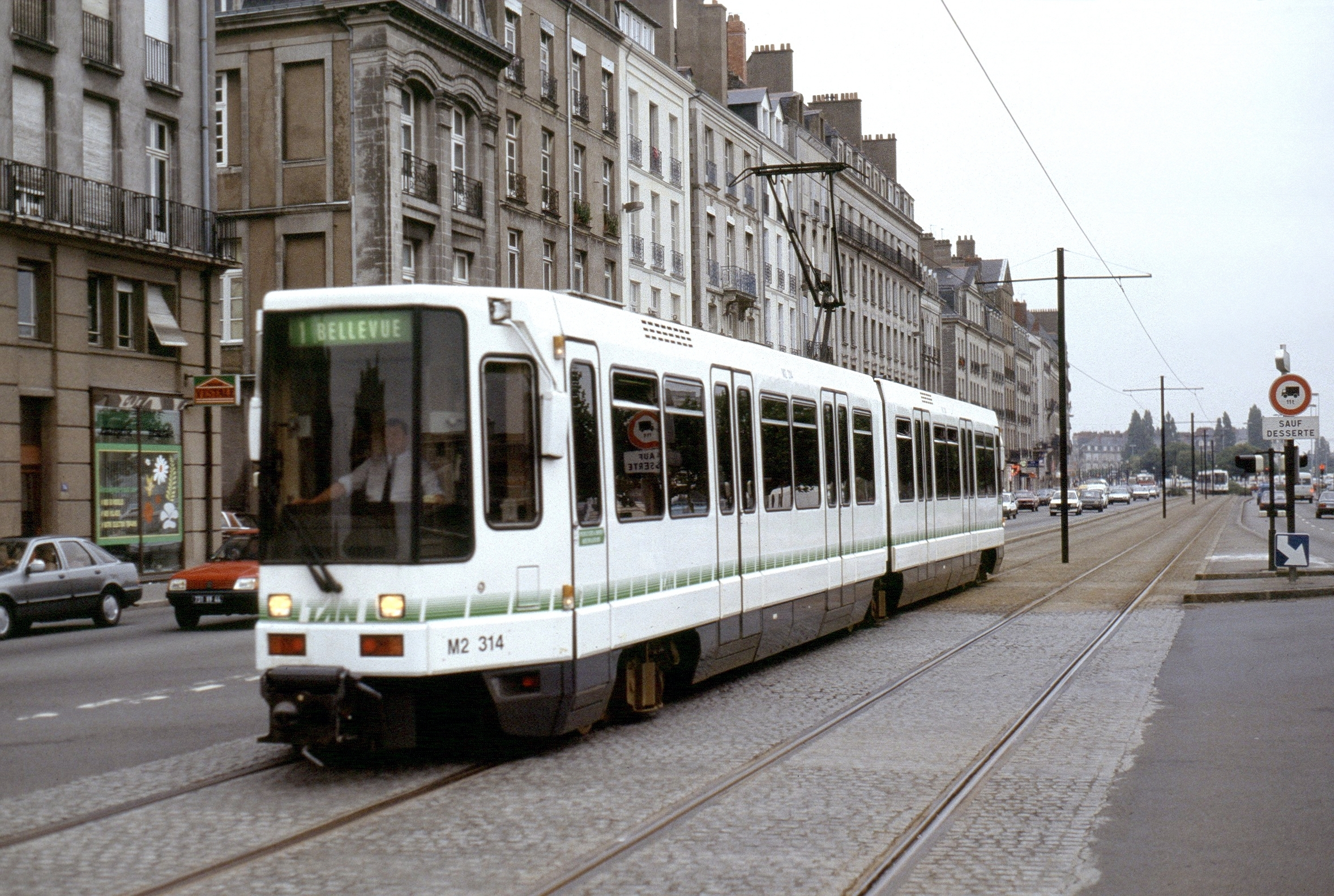
Le tramway moderne, ici celui de Nantes (photo de 1988).
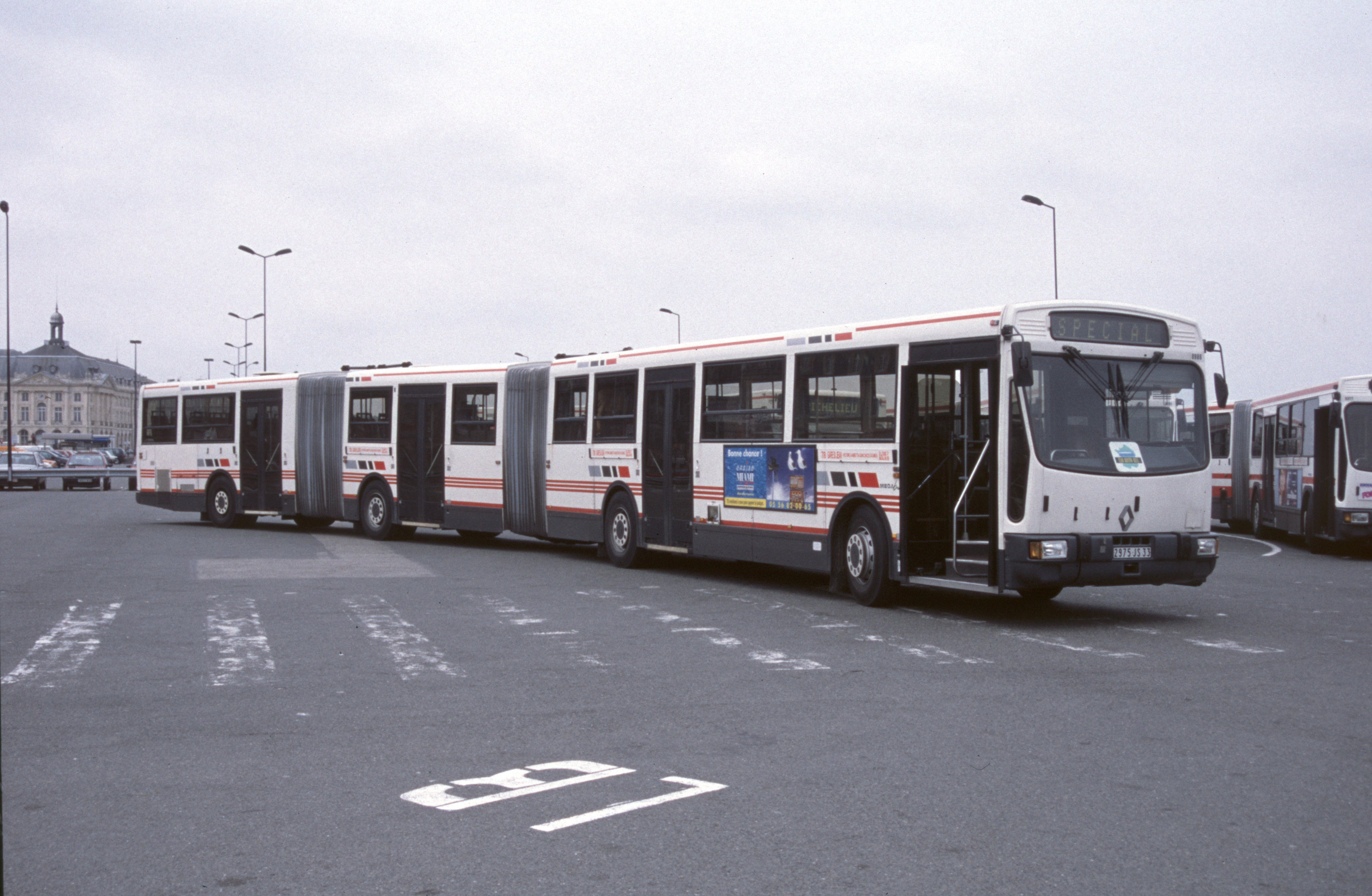
Le Mégabus, en circulation à Bordeaux (photo de 1999).
Le système Aramis, qui n'a jamais dépassé le stade expérimental, a été brièvement évoqué.

### Une gestation difficile et une opposition forte

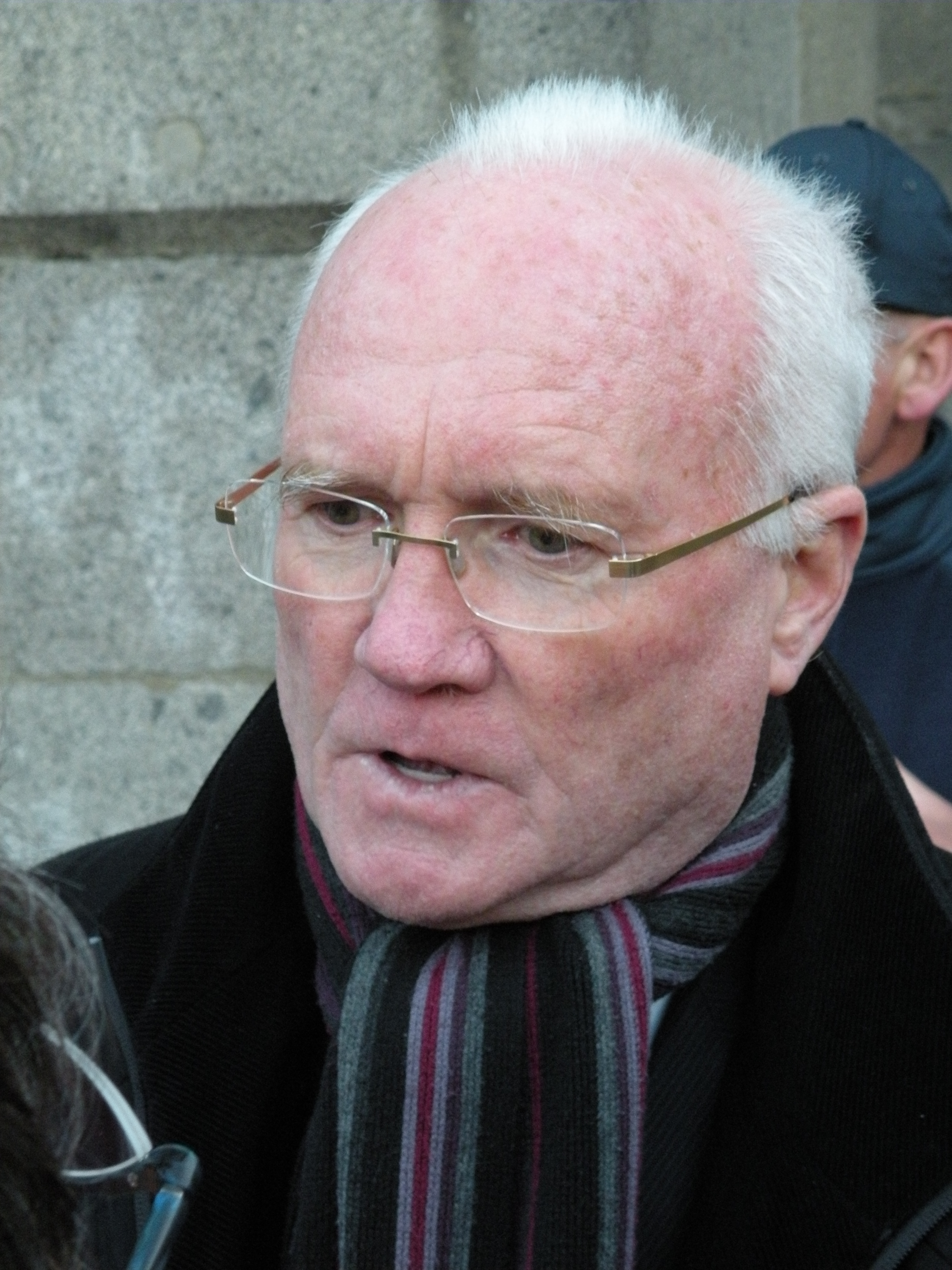
L'ancien maire Edmond Hervé, l'un des instigateurs du métro de Rennes.

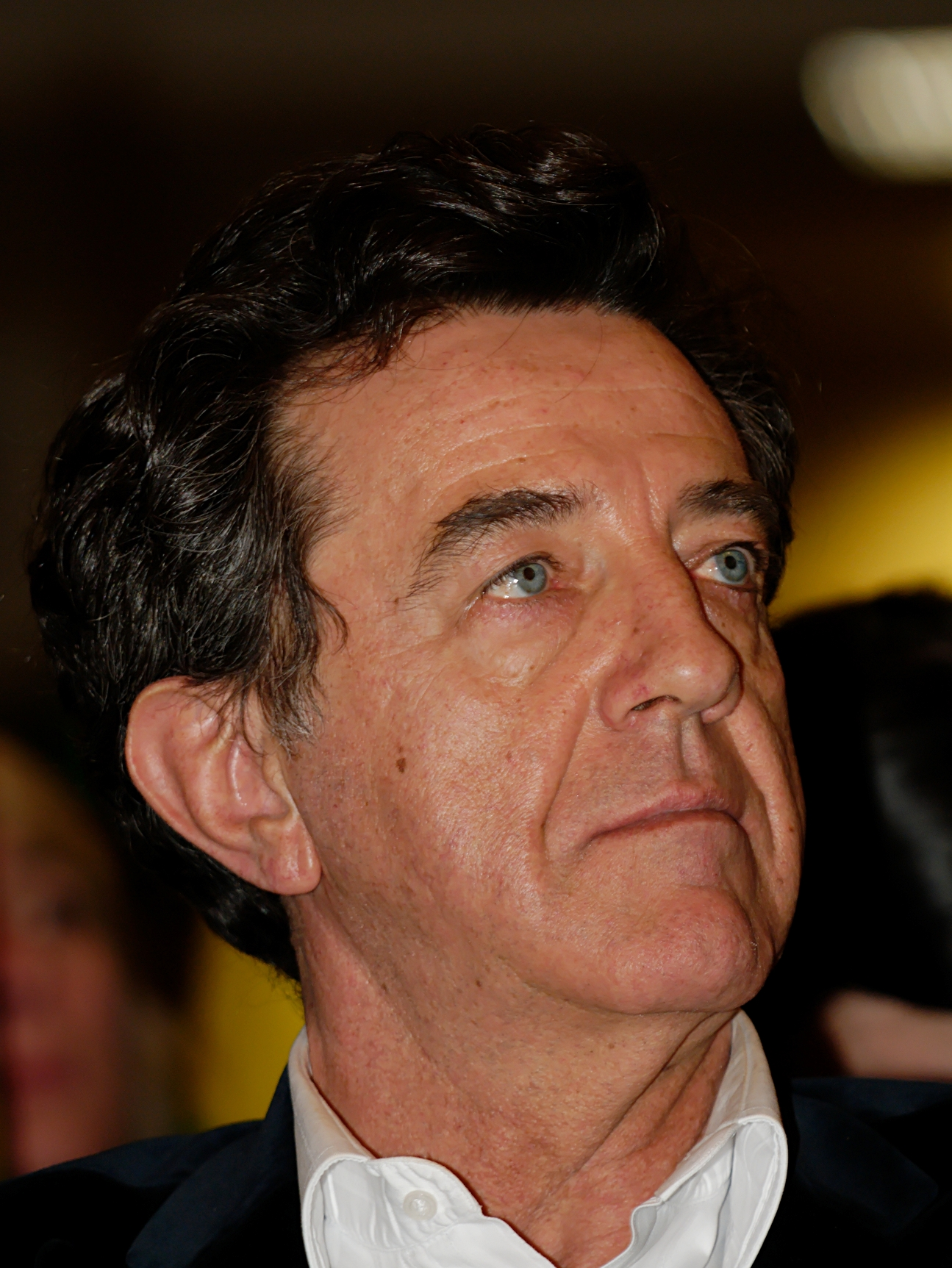
L'ancien conseiller municipal Yves Cochet, partisan du retour du tramway à Rennes.

Après le choix du mode, c'est au tracé d'être choisi : dès 1989, le tracé d'orientation nord-ouest - sud-est est confirmé, avec 3,5 km de tunnel sous le centre-ville et 5,5 km de viaduc dont près de 3 km au Blosne et 2 km à Villejean pour des raisons de coût,.
Le mois de mai 1990 est important concernant l'insertion aérienne de la ligne : côté nord à Villejean, le franchissement aérien du tracé initial au-dessus des prairies Saint-Martin et de la ligne de Rennes à Saint-Malo - Saint-Servan est vite abandonné, ne reste alors que la partie aérienne traversant l'hôpital de Pontchaillou, puis survolant le cours puis la dalle Kennedy, traversant ensuite une barre d'immeuble pour s'achever au-delà de la rocade sur le parc appelé la « plaine d'aventures »,. Côté sud, la ligne devait être en viaduc à partir de l'avenue Henri Fréville, au niveau du croisement avec le boulevard de l'Yser et ce jusqu'à son terminus aux Hautes-Ourmes. Ainsi, le projet en « tau » avec sa branche vers les quartiers Maurepas et Gayeulles est abandonné au profit du tracé initial pour des raisons économiques et pour éviter l'opposition des riverains des prairies craignant une possible urbanisation.
Le tracé aérien provoque une forte contestation des riverains nécessitant de revoir l'insertion malgré le surcoût de ce choix,, : le cours et la dalle Kennedy seront desservi en tunnel tandis que le franchissement de l'immeuble, de la rocade pour rejoindre la plaine d'aventures est abandonné et le garage-atelier est relocalisé au sud de la ville. Au Blosne, les copropriétaires des rues d'Espagne et de Suisse se sont particulièrement inquiétés pour la valeur de leurs logements et ont craint que les voyageurs puissent voir dans leurs logements. La contestation était en revanche plus faible le long des boulevards de Yougoslavie et des Hautes-Ourmes. Le boulevard de l'Yser aurait dû être coupé par l'ouvrage en raison du profil de la ligne,. Seul le tronçon le long du boulevard des Hautes-Ourmes est maintenu en viaduc,.
La traversée en surface côté nord est maintenue sur le site hospitalier de Pontchaillou malgré l'opposition de la commission médicale et d'une partie du conseil d'administration, craignant les nuisances sonores et visuelles. Ainsi, la ligne ne compte plus qu'un kilomètre en surface au lieu des 5,5 km initialement prévus.
Entre avril et mai 1990, la motrice H07 d'un VAL 206, soit la moitié d'une rame, du métro de Lille est exposée durant la foire internationale de Rennes, afin de faire découvrir au public une rame grandeur nature, exposée sur un quai fictif non équipé de portes palières,. Des sondages géologiques on lieu en mai 1990.
Le SITCAR valide le tracé le 7 juin 1990, le conseil municipal de Rennes le vote le 27 novembre 1990 lors d'une séance perturbée par les opposants au métro,. Le choix est fait notamment de passer en tranchée couverte sur les sections où le VAL devait passer en viaduc.
L'avant-projet sommaire est adopté le 12 juillet 1991 par le SITCAR avec 85 % des voix. Entre mai et juin 1992, la première enquête publique a intéressé près de 3 000 personnes. L'objectif est de lancer le chantier en 1995, avant les élections municipales, pour une mise en service en 1997,. Afin de compenser la hausse des coûts engendrée par l'augmentation des sections souterraines, des économies seront effectuées sur les parcs relais ou les opérations d'accompagnement urbanistiques.
En 1992, le SITCAR est dissous et Rennes District reprend la compétence transport, qu'elle délèguera tout comme la maitrise d'ouvrage à une nouvelle structure, : la SEMTCAR. Un temps envisagée, la mise en place d'une concession est abandonnée en raison du risque important de surcoût et la construction est confiée à la SEMTCAR. La solution de la maitrise d'ouvrage en régie direct a aussi été envisagée. La même année, Jean-Pierre Dagorn qui dès novembre 1990 se lance dans une croisade pour obtenir un référendum et obtiendra 45 000 signatures sur l'ensemble des communes du district, ira jusqu'à commander un sondage auprès de l'institut BVA dont les résultats montraient que 54 % des Rennais interrogés étaient contre le métro. Il transformera par la suite son collectif en « comité pour l’alternative au VAL » et se mit à défendre l'idée d'un retour du tramway, voyant qu'Edmond Hervé était inflexible sur son projet,.
L'enquête publique est menée du 11 mai au 20 juin 1992 à Rennes et à Chantepie où se situera le garage-atelier. La commission d'enquête rend un avis favorable sans réserve le 28 septembre 1992 après avoir recueilli 50 000 signatures dont 43 000 demandant un référendum,. De leur côté, les écologistes veulent eux aussi un référendum et souhaitent « deux [lignes de] trams au lieu du VAL ».
L'opposition au métro ne s'arrête pas aux portes de Rennes. En juin 1991, Michel Delebarre, ministre des Transports du gouvernement Rocard II, confirme aux élus rennais que la subvention sera égale à celle que l'État verserait pour un tramway soit 350 millions de francs. Jean-Louis Bianco, ministre des Transports du gouvernement Bérégovoy, relève cette subvention à 500 millions de francs, qui ne sera pas signée avant les législatives de 1993, pour conserver une cohérence avec le projet de VAL toulousain. À l'inverse, une association dénommée Val-bus-train voit le jour à l'initiative de l'infirmière et militante associative Lucette Pouyollon pour défendre la réalisation du VAL.
Des fouilles archéologiques préventives sont menées durant trois mois en 1992, mettent notamment en évidence d'anciennes sépultures et des vestiges de l'ancienne église Saint-Aubin sous la place Sainte-Anne.

### Une première déclaration d'utilité publique…

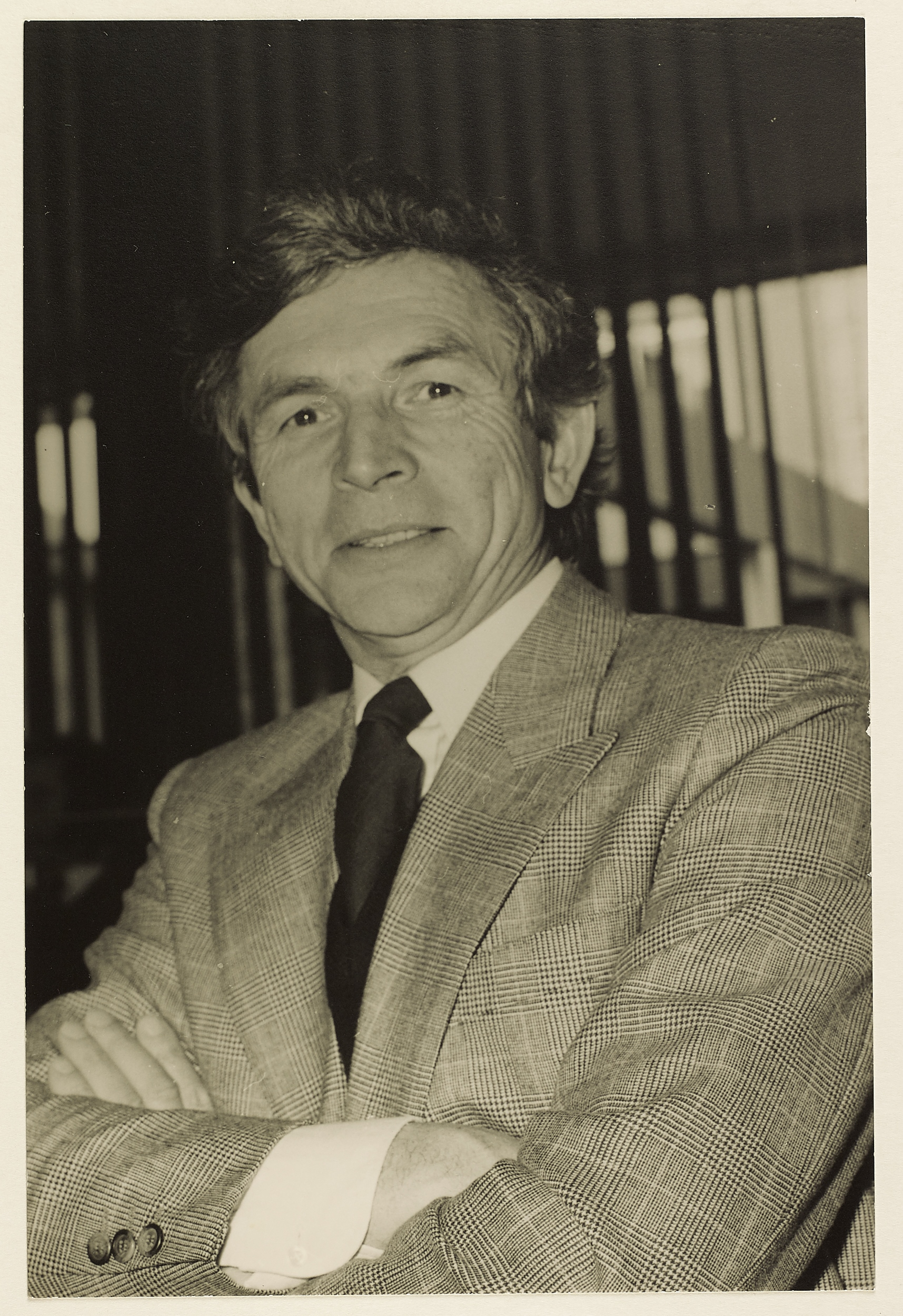
Jean Normand, premier président de la SEMTCAR.

Le 13 janvier 1993, alors que la SEMTCAR entre réellement en fonction, l'avant-projet détaillé est adopté par 74 % des élus de Rennes District et le projet est déclaré d'utilité publique le 15 février,. Le projet était estimé à 2,733 milliards de Francs pour une mise en service en 1998. En mai 1993, des manifestations anti-VAL ont lieu et en juillet 1993 les élus de la majorité envisagent d'abandonner le projet. Lors de l'alternance politique, Bernard Bosson, ministre des Transports du gouvernement Balladur, réduit en décembre la subvention prévue de l'État de 500 à 372,8 millions de francs (56,83 millions d'euros), après avoir envisagé de la supprimer, exprimant son hostilité envers ce qu'il qualifiait de « métro par habitant le plus cher du monde ». La réduction se fait en se basant sur l'hypothèse la moins coûteuse, celle du tramway estimé à 1,68 milliard de francs. Edmond Hervé, qui est aussi secrétaire d'État chargé de la santé, est quant à lui fragilisé par l'affaire du sang contaminé et perd son siège de député de la deuxième circonscription d'Ille-et-Vilaine aux élections législatives de 1993,.
Le 17 décembre 1993, le conseil de district valide le plan de financement et le 17 janvier 1994 un premier coup de pelle symbolique effectué par Jean Normand a lieu place de la République pour lancer les travaux préparatoires, tandis que le protocole de financement de l'État n'est toujours pas signé,. Mais les ennuis administratifs et juridiques continuent avec l'annulation le 16 février 1994 de cette déclaration d'utilité publique à la suite d'un recours déposé par Yves Cochet, les données financières ayant été jugées insuffisantes,. Une partie de l'avant-projet détaillé n'a pas non plus été intégrée dans le dossier soumis lors de la première enquête publique. Au mois d'avril suivant, Edmond hervé ne s'avoue pas vaincu et déclare que « les électeurs trancheront ».
Afin de financer le métro et de réduire le recours à l'emprunt, le versement transport (VT) a été significativement augmenté à partir de 1990, passant de 1,05 à 1,75 % de la masse salariale des entreprises de plus de neuf salariés, ce qui provoqua l'ire de nombreux chefs d'entreprises notamment ceux de l'agro-alimentaire et regroupés au sein de l'union patronale d'Ille-et-Vilaine (UPIV),,. Ils écrivent une lettre ouverte en avril 1994 dans Ouest-France sur le thème « Votre VAL est trop cher », éditent des tracts et une campagne reprenant le slogan « 400 milliards de centimes, à ce prix là, le projet VAL, c'est le VAL dingue » est refusée par les afficheurs (dont un, filiale de Matra) et le Bureau de vérification de la publicité en raison du slogan jugé tendancieux à la suite d'une requête des élus ; ils se pourvoient devant le tribunal de grande instance qui les déboutent et reconnait le préjudice pour dénigrement de Matra Transport qui obtient 500 000 francs de dommages et intérêts en juin 1994,,,. La Chambre de commerce et le conseil général d'Ille-et-Vilaine se sont eux aussi opposés au projet. Le président du conseil général Pierre Méhaignerie (en poste de 1982 à 2001) explique dans un entretien en 2021, que selon lui « le métro allait conduire à trop concentrer le développement sur la ville-centre ».
À l'inverse Citroën, s'estimant trop lourdement taxée, a réussi à récupérer près de 16 millions de francs en 1994 après avoir saisi le tribunal administratif au motif que la firme n'a pas à payer l'augmentation du VT pour un projet n'ayant pas encore été entériné ; toutefois la cour de cassation puis la cour administrative d'appel d'Angers, confirmée par la décision du Conseil d'État du 4 juillet 2001, annulent le recours de Citroën et par la même occasion des autres entreprises l'ayant suivi et l'obligent à rembourser la somme au motif que l'augmentation du VT était légale,,.
Michel Phlipponneau publie en 1995 un ouvrage critique contre le métro et Edmond Hervé intitulé « Un Val à Rennes » où il étrille le métro et plus largement les projets des transports en commun en site propre qu'il juge contraire au schéma d'urbanisation du SDAU de 1983 et au programme électoral de 1987 de la liste d'Edmond Hervé,. Il présente notamment son ouvrage lors d'un débat public organisé le 3 mars 1995 par Ouest-France où il échange avec Jean Normand devant 200 personnes, principalement sur le coût supposé du VAL : Michel Phlipponneau l'estime alors à 5 milliards de Francs en tenant compte de l'inflation (3,5 milliards) et des frais financiers (1,8 milliard) au lieu des 2,7 milliards annoncés tandis que Jean Normand rappelle que la ville de Rennes est une des moins endettées de France.
Le 12 mai 1995, un débat public organisé par le journal Le Monde entre la majorité socialiste et les oppositions de droite et écologistes a lieu, : si l'écologiste Yves Cochet y poursuit sa campagne pro-tramway, la droite ne propose aucun projet concret à la surprise des élus socialistes. Le maire socialiste sortant est réélu en 1995 avec 59,45 % des voix au cours d'une élection s'étant apparentée à un référendum sur le métro, faisant de ce qu'il qualifie comme « le plus grand chantier de France pour les années qui viennent » son cheval de bataille pour son mandat,,. Le 20 décembre 1995, le dernier point bloquant, la traversée de Pontchaillou, est réglée lors du conseil d'administration de l'hôpital : après un vote à égalité (8 voix pour et autant de contre), le président tranche en faveur du tracé aérien.

### … puis une deuxième
Remis sur les rails à la suite des élections municipales, le dossier est revu de fond en comble afin d'éviter le risque d'une nouvelle annulation, une nouvelle enquête publique est menée du 13 novembre au 23 décembre 1995 et débouche sur un nouvel avis favorable des commissaires-enquêteurs le 13 avril 1996. Si l'avis est accompagné de recommandations sur la sécurité des voyageurs et les prévisions d'agrandissement des parcs relais il est aussi critique sur les opposants : la commission qualifie les avis des opposants d'« observations infondées, fruit de rumeurs ou affirmations gratuites » et rappelle que « le tramway n'est pratiquement envisageable que s'il passe en souterrain sur 45 % de son trajet », que son coût, bien qu'inférieur de 15 %, ne « justifie pas les inconvénients qu'il représente ». La commission fait aussi remarquer que l'hypothèse du Transport sur voie réservée (TVR), certes moins cher que le tram, est aussi contrainte par le passage en souterrain.
Les oppositions continuent malgré tout, en février 1996 le maire du Rheu organise une consultation dans sa commune où l'opposition au métro l'emporte et annonce à la suite de ce vote qu'il votera contre le VAL au conseil du District. Plus tard en septembre 1999, les habitants du quartier de Villejean contestent l'implantation de deux parkings relais aux stations J.F. Kennedy et Villejean - Université dans le quartier qui dégraderaient la qualité de vie à cause de l'augmentation de la circulation.
Durant l'année 1996, les maquettes et images de synthèse des stations, le plan du futur réseau « VAL-Bus » et une maquette d'un VAL 206 (et non celle du VAL 208 finalement retenu) sont présentés dans les galeries marchandes des différents centres commerciaux rennais.
La seconde déclaration d'utilité publique est finalement signée le 4 octobre 1996, après déclassement du domaine public de certaines parcelles pour les besoins du chantier, tandis que la subvention de l'État attribuée le 12 novembre s'éleva finalement à près de 390 millions de francs,,,. Le marché avec Matra, engagé en juillet 1991 est définitivement signé en janvier 1997 mais a fait objet d'un recours devant la commission européenne, : les requérants estimaient que le marché a été signé après juillet 1993 où est entré en vigueur l'obligation de passer des appels d'offres européens. Le recours est rejeté le 5 mai 2000 par la cour de justice des communautés européennes.
En parallèle, les élus de Chantepie, rejoints par ceux de Vern-sur-Seiche en 1998 ont émis le souhait à plusieurs reprises durant les années 1990 qu'une station soit créée au niveau du garage-atelier, hypothèse mentionnée dans la seconde enquête mais qui doit être reportée au moment où la fréquentation se justifierait.

### Début du chantier

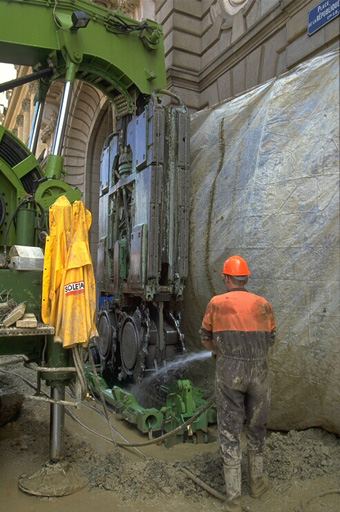
Engin de forage utilisé lors du terrassement de la station République en juillet 1997.

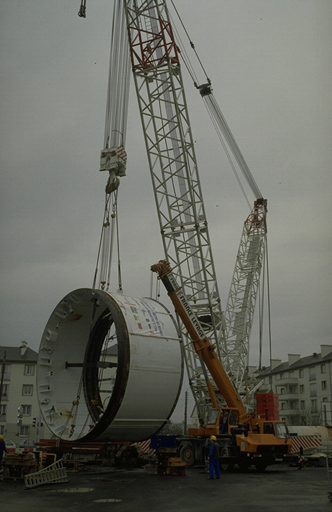
Descente de la jupe du tunnelier Perceval en décembre 1997, à la future station Clemenceau.

Les premiers travaux préparatoires de déviation des réseaux débutent dès octobre 1996 après la signature de la déclaration d'utilité publique, mais la construction de la ligne à proprement parler débute symboliquement le 6 janvier 1997 à la station Clemenceau par l'arrachage d'une bordure de trottoir au tractopelle, libéré par la coupure du ruban par Edmond Hervé, : c'est le début de cinq ans de travaux, la mise en service est alors prévue le 26 novembre 2001. En février la construction de la station Jacques Cartier débute à son tour, suivie du garage-atelier en avril et de la station La Poterie en mai. À République et Charles de Gaulle, le chantier débute en juin puis en août à J.F. Kennedy, Villejean - Université, Henri Fréville et Triangle. En janvier 1998, c'est la construction des stations Le Blosne et Italie qui débute, suivie en avril par Pontchaillou et enfin Sainte-Anne en juin 1998.
La construction et la réception de la ligne ont été assurées par la Société d'économie mixte des transports collectifs de l'agglomération rennaise (SEMTCAR) qui était le maître d'ouvrage délégué au nom et pour le compte de Rennes Métropole. La signalétique de chantier est bleue et jaune avec le slogan « Le VAL au travail ».
Trois techniques sont retenues pour construire la ligne, :
- 3,770 km de tunnels en tranchée couverte ou en trémie, en utilisant la technique de la paroi berlinoise ;
- 3,765 km de tunnels profond creusés au tunnelier avec une largeur de 6,60 m ;
- 1,025 km de viaducs avec une largeur de 6,30 m.

Le tunnelier, pesant 573 tonnes avec son disque de coupe, est acheminé depuis Lille par convois exceptionnels jusqu'à Tournai en Belgique et chargé sur le navire néerlandais Jérôme H jusqu'à Saint-Nazaire puis transféré par la route en quatre convois exceptionnels entre fin septembre et début octobre 1997,. Ce même tunnelier construit par Fives FCB a déjà servi à creuser un tronçon de la ligne 2 du métro de Lille entre avril 1995 et juin 1996 où il était baptisé « Gilles de Croix » ; propriété du groupement d'entreprises Desquenne et Giral/Impregilo, il est vendu au groupement mené par Campenon-Bernard SGE début 1997,,,,. Le disque de coupe a un diamètre de 7,73 m, et servit à creuser 500 m3 de terre par jour, nécessitant l'attention continue de 17 personnes. Son couple de rotation est de 13 000 000 N m et nécessite une puissance de 1,28 MW sur les 1,76 MW nécessaires au fonctionnement de l'engin,. La roue de coupe est notamment prévue pour attaquer le schiste varié du sous-sol rennais, à l'époque il s'agit du deuxième chantier de ce type au tunnelier après Athènes.
Le 19 décembre 1997, il est baptisé « Perceval », pour le jeu de mots entre le verbe « percer » et « VAL » et est un clin d'œil au nom du chevalier de la légende arthurienne. Ce choix rompt avec la tradition qui consiste à utiliser exclusivement des noms féminins. En revanche comme le veut la tradition, il est baptisé par le jet d'une bouteille de champagne qui se brise sur le flanc de l'engin, effectué par la marraine du tunnelier et présidente de l'association Val-bus-train Lucette Pouyoullon, sous le regard de Sainte Barbe. Le tunnelier démarre son excavation des 3,765 km de tunnel le 12 janvier 1998, depuis la station Clemenceau. Il arrive à Jacques Cartier le 20 avril 1998.
Pour des raisons de sécurité (ventilation des tunnels, accès pompiers) et compte tenu de la longueur de certains tronçons, deux puits ont été creusés :
- Quineleu, entre les stations Gares et Jacques Cartier (rue Quineleu) ;
- Tumoine, entre les stations Anatole France et Pontchaillou (allée Pierre Tumoine).

Le rôle des puits de secours est de permettre l'évacuation des fumées en cas d'incendie mais aussi l'introduction des pompiers et l'extraction des passagers en cas d'urgence absolue. En fin de travaux, il ne subsiste en surface qu'une grille de quelques mètres. Les puits descendent jusqu'au niveau du tunnel de circulation des rames.

### Acteurs du chantier
Près de 400 entreprises interviennent sur ce chantier, en voici la liste des principales :
| Type                            | Lots | Entreprises (en gras, le mandataire)                         |
| ------------------------------- | --- | ------------------------------------------------------------ |
| Gros œuvre                      | Lot 1 (Tunnel foré au tunnelier et stations de Clemenceau à Anatole France)                                                                             | Campenon-Bernard SGE, GTM, Pichenot, Razel, Pico, Solétanche |
| Gros œuvre                      | Lot 2 (Tranchée couverte sud et stations de Henri Fréville à Le Blosne)                                                                                 | Cardinal, Angevin, Legendre                                  |
| Gros œuvre                      | Lot 3 (Tranchée couverte nord et station Villejean-Université)                                                                                          | Dodin Nord, EI-GCC, Spie Citra Ouest                         |
| Gros œuvre                      | Lot 4 (Viaducs de la Poterie et de franchissement de la rocade, ouvrages au niveau du stade et au-dessus de la rivière du Blosne et station La Poterie) | GTB, Quille                                                  |
| Gros œuvre                      | Lot 5 (Viaduc de Pontchaillou) | Sogea Bretagne, Sogea SA - Campenon-Bernard Ouest            |
| Gros œuvre                      | Lot 6 (Station Pontchaillou) | GTB, Quille                                                  |
| Gros œuvre                      | Lot 7 (Station J.F. Kennedy) | EI-GCC, Dodin Nord, Spie Citra Ouest                         |
| Gros œuvre                      | Lot 8 (Remblais en ligne, zone et voirie et réseaux divers du garage-atelier)                                                                           | Charier TP, TPR, Colas, Marc, SCHMITT, SRTP                  |
| Gros œuvre                      | Lot 9 (Bâtiments du PCC et du garage-atelier) | CBL                                                          |
| Système VAL et équipements liés | | Siemens Transportation Systems                               |
| Maître d'ouvrage                | | Rennes Métropole                                             |
| Mandataire du maître d'ouvrage  | | SEMTCAR                                                      |
| Maitrise d'œuvre                | | Systra, Ingérop, EEG-Simecsol                                |
| Contrôle technique              | | Apave, Veritas                                               |
| Coordonnateur SPS               | | Systra, EEG-Simecsol                                         |

Treize équipes d'architectes se sont occupées des quinze stations, des viaducs et du garage-atelier, choisis par appels d'offres européens au début des années 1990, :
| Ouvrage                                | Architectes                                                                             |
| -------------------------------------- | --------------------------------------------------------------------------------------- |
| Garage-atelier                         | Jérôme Brunet et Éric Saunier avec Avant-Travaux Architectes                            |
| La Poterie et les viaducs              | Norman Foster                                                                           |
| Le Blosne                              | Isabelle Geslin                                                                         |
| Triangle et Italie                     | Atelier Bernard Kohn et Atelier du Canal                                                |
| Henri Fréville                         | Atelier de l'Île (Dominique Brard, Olivier Le Bras et Marc Quelen) et Monsieur Robaglia |
| Clemenceau                             | Jean-Pierre Chouzenoux et Yvan Roginski                                                 |
| Jacques Cartier                        | Philippe Lair et Jean-Paul Roynette                                                     |
| Gares                                  | Thierry Le Berre et Jean-Luc Le Trionnaire                                              |
| Charles de Gaulle                      | Atalante Architecture (Laurent Gouyou-Beauchamp, Pierre Bolze et Simon Rodriguez-Pages) |
| République et Anatole France           | Pierre et Pascal Prunet                                                                 |
| Sainte-Anne                            | Martine Weissmann et Jean Léonard                                                       |
| Pontchaillou                           | Joël Yves Gautier                                                                       |
| Villejean - Université et J.F. Kennedy | Manuelle Gautrand                                                                       |

### Perceval, un travail mouvementé

Visuel « Le Val au travail » utilisé durant le chantier.

Le creusement est mouvementé, neuf effondrements sont recensés en 1998 et 1999, essentiellement de la chaussée, dont certains provoquent des dégâts dans les immeubles voisins,. En effet, le sous-sol du centre-ville de Rennes est de nature hétéroclite, du fait de la présence de cavités, de la proximité de l'ancien lit de la Vilaine, et des cratères provoqués par des bombes de la seconde Guerre mondiale, renforçant ainsi cette instabilité.
Le 25 mai 1998, la construction de la station Italie provoque un affaissement de terrain déstabilisant une grue de 42 m de haut et nécessitant d'évacuer les 150 habitants de l'immeuble menacé en cas d'effondrement de la grue qui sera finalement démontée. En parallèle, l'entreprise GTB chargée de construire les piles métalliques en forme de V du viaduc de la Poterie juge les structures trop légères en cas de collision, retardant le chantier de deux mois sur ces sections le temps que les experts tranchent la question (une expertise amiable en juin conclue de continuer comme prévu) ; l'entreprise dépose un référé auprès du tribunal administratif, qui ordonne le 18 juillet un second rapport d'expertise, mais est mise en demeure par la SEMTCAR de continuer le chantier selon les plans initiaux,. Les études et travaux complémentaires rajoutent six millions de francs, mais les pénalités appliquées à l'entreprise ont été levées en avril 2000, le chantier global de la ligne n'ayant pas été affecté. En juin 1998, une foreuse utilisée dans le quartier de Villejean coupe accidentellement un fourreau de 3 600 lignes téléphoniques, privant 5 000 habitants de téléphone pendant 48 heures.
Le 24 juillet 1998, Perceval provoque un fontis profond d'un mètre au niveau de la voie 5 de la gare de Rennes. Le 29 août, soit onze jours après son départ de la station Gares, un affaissement est signalé sur le boulevard Magenta, aspirant dans le trou une Volkswagen Golf IV stationnée ; la cavité est comblée par l'injection massive de béton,,. Le 1er septembre, il provoque un second trou sous le même axe, durant son redémarrage,. Le 18 septembre 1998, un trou se forme sur le parking devant la MCE, où Marylise Lebranchu — alors secrétaire d'État au commerce — tient un discours ; le trou, causé par l'effondrement du remblaiement de trous d'obus datant des bombardements de 1944, nécessitera un mois d'arrêt le temps d'injecter du béton,,,. Les 15 et 21 janvier 1999, il provoque deux nouveaux effondrements rue du Vieux-Cours et rue Jules-Simon vers les halles centrales, ce dernier provoquant la remontée d'une mousse blanche ; le trou est rebouché au béton,. Le 15 mars 1999, le tunnelier est redémarré et provoque un second trou dans cette même rue puis une remontée de mousse venant du sas sous pression de Perceval quatre jours plus tard. Le tunnelier redémarre le 24 mars, parcours une quinzaine de mètres et provoque un nouvel effondrement qui aurait pu être dramatique, : il s'est formé juste après le passage d'un balayeuse de voirie municipale. Ces incidents ralentissent l'évolution du tunnelier qui reste à l'arrêt durant quatre mois, consacrés à la consolidation du sous-sol par l'injection de bentonite aussi bien dans le trou que devant la roue de coupe, l'aspiration de l'eau de la nappe phréatique et l'insertion de micro-pieux en fibre de verre dans la couche de schiste : Perceval n'arrive à République que le 26 juillet 1999, sept jours après son redémarrage, au lieu de la mi-janvier initialement prévue,,.
De nombreuses mesures sont prises pour éviter les effondrements sous le centre-ville,, : coulage d'une nappe de béton au fond du lit de la Vilaine le 16 décembre 1998 sans avoir pu mettre à sec le lit en raison du débit trop important, qui est ensuite retirée une fois le tunnelier passé et injection de béton sous la rue d'Orléans et de la place de la Mairie, nécessitant de fermer cet axe à la circulation durant plusieurs mois tandis que la centrale de production de béton est installée sur la place, alors que sa voisine du parlement de Bretagne est elle-même occupée par le chantier de reconstruction du palais du Parlement de Bretagne incendié en 1994.
Un arrêté de péril frappe six immeubles de la rue Pont-aux-Foulons, par crainte d'effondrement des maisons à colombages du XVe siècle au passage de Perceval car cet îlot a été construit sur une ancienne douve remblayée et ce, malgré l'injection de béton et le passage du tunnelier quatre mètres plus bas que prévu,. Le 28 septembre 1999, les commerçants et une quarantaine d'habitants sont évacués jusqu'au 9 octobre, un des moteurs hydrauliques assurant la rotation de la roue de coupe du tunnelier étant tombé en panne quatre jours avant tandis qu'une des dents de coupe cède ; ils doivent à nouveau évacuer après le redémarrage du tunnelier le 2 novembre,,. Finalement, Perceval aborde la station Sainte-Anne le 12 novembre 1999 puis Anatole France le 10 février 2000 après un dernier passage sensible, le canal d'Ille-et-Rance et l'injection de béton rue Noël-du-Fail à titre préventif,,.
En 1999, plus de huit millions de francs d'indemnisation ont été versés,. Les aléas du chantier rencontrés par le tunnelier ont provoqué de nombreuses rumeurs, outre celle de l'arrivée d'ouvriers turcs « armés de pioches » qui courait depuis le début des travaux, telles l'arrêt définitif du chantier ou l'arrivée d'un second tunnelier creusant depuis le nord.
Le 26 mars 1999, les équipes de Matra Transport s'installent au garage-atelier afin de préparer l'arrivée du métro tandis que la pose de la voie débute le 30 avril suivant ; une douzaine d'ingénieurs et techniciens avaient en réalité débuté leur travail à Rennes dès mars 1997. La même année, une vingtaine de commerçants ont déposé une requête devant le tribunal administratif pour obtenir une indemnisation pour la baisse du chiffre d'affaires « de 30 à 50 % […] par rapport aux années précédentes » due aux difficultés d'accès provoqués par les travaux et les fontis provoqués par le tunnelier. À l'instar du chantier du métro de Lille et au contraire de celui du tramway de Strasbourg, le maître d'ouvrage n'a pas procédé à des indemnisations à l'amiable.
Les 16 et 17 octobre 1999, 13 000 personnes viennent visiter le tunnel entre les stations Charles de Gaulle et Gares.
La mission de Perceval arrive à son terme le 15 mars 2000, au puits Tumoine, 200 mètres après la station Anatole France. Découpé au chalumeau au cours des cinq semaines qui suivent, Perceval ne creusa plus : le groupement d'entreprise auquel il appartenait l'a jugé obsolète en raison d'une usure prématurée ; seule une partie de la roue de coupe a été conservée et stockée au garage-atelier de Chantepie,,. La même année, les travaux d'équipement et d'aménagement des stations se sont achevés, les rames ont été progressivement livrées entre le 13 juillet 2000 et le 20 juillet 2001. Une rame roule pour la première fois en mode manuel cinq jours plus tard, le 25 juillet entre le garage-atelier et le terminus La Poterie puis jusqu'à la station Le Blosne en septembre.

### Pose de la voie et essais
La pose de la voie avance à un rythme de 80 m par jour et s'achève le 15 mars 2001 à la station Sainte-Anne, la section creusée au tunnelier ayant nécessité préalablement de combler la partie inférieure du cylindre creusé par Perceval pour obtenir une zone plane de 5 m de large,.
La mise sous tension complète a lieu le 1er juin 2001 et la première circulation d'une rame — La no 02 — sur l'ensemble du parcours a eu lieu le 13 juin 2001, les essais se limitaient jusqu'alors au tronçon entre le garage-atelier et la station La Poterie,. La première circulation en pilotage automatique a eu lieu le 20 octobre 2001,. Suivit alors la marche à blanc (test de la ligne en conditions d'exploitation réelles) le 1er décembre 2001, date à laquelle Matra Transport remet les clés à l'exploitant.
Le weekend des 2 et 3 février 2002, les salariés de la STUR et leur famille soit 1 600 personnes ont pu voyager en avant-première et découvrir le garage-atelier et le poste de commande.

### Inauguration

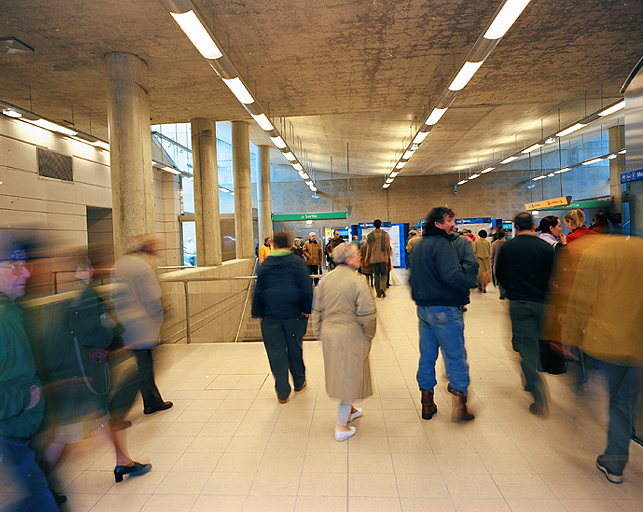
Les Rennais ont pu découvrir gratuitement la ligne une semaine avant son ouverture, comme ici à République.

Entre le 8 et le 17 mars 2002, la ligne est ouverte gratuitement entre 12 h et 18 h en avant-première où 300 000 personnes purent découvrir la ligne,. Le métro est inauguré le 15 mars 2002 en présence du maire de Rennes Edmond Hervé, de la ministre de la Justice Marylise Lebranchu et de l'ancien premier ministre et maire de Lille Pierre Mauroy. L'inauguration se conclut par une grande cérémonie place de la République avec défilé de bus, spectacle pyrotechnique, bagadoù et une maquette taille réelle d'une rame s'élevant dans les airs devant près de 3 000 spectateurs, voire bien plus sur les quais de la Vilaine (peut-être 40 000 personnes selon Ouest-France) puis un fest-noz sur la place de la mairie,,. Le 18 mars 2002, la ligne A commence son service commercial,. Face au succès du VAL, les critiques se taisent rapidement et le métro devient une illustration forte du succès de la politique des élus socialistes rennais. À sa mise en service, la ville de Rennes, dont la population est d'environ 210 000 habitants (et 700 000 pour l'aire urbaine), fut la plus petite ville au monde dotée d'un métro,,. Ce n'est désormais plus le cas depuis les mises en service de la ligne M2 du métro de Lausanne en 2008 — la ligne M1 s'apparentant plus à un tramway —, et de celui de Brescia en 2013 qui relèguent Rennes en 3e position.
Le chantier ne connut qu'un seul accident grave : un ouvrier a fait une chute de dix mètres depuis un échafaudage après s'être penché sur la rambarde qui céda sous son poids et, malgré avoir atterri sur une dalle de béton il put retourner travailler quelques mois après.

### Bilan du chantier et de la mise en service

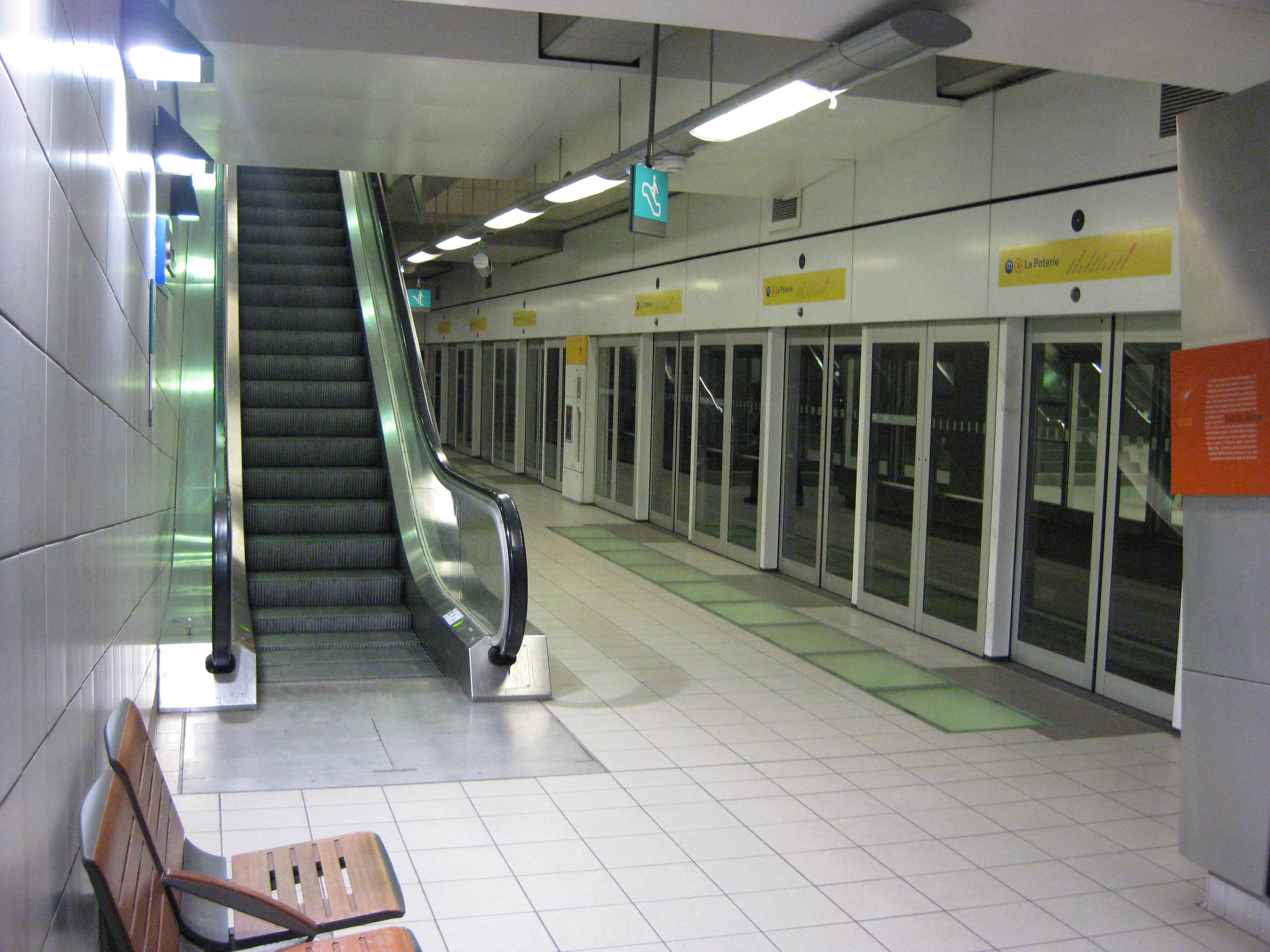
Quais de la station Sainte-Anne (2008).

Le coût global du projet s'élève à 2,942 milliards de francs selon les calculs de l'avant-projet de janvier 1995, soit environ 448 millions d'euros,. Dans le dossier de prise en considération de 1988, la ligne était alors estimée à 1,7 milliard de francs mais avec un tracé comptant plus de sections aériennes. L'inflation fait augmenter le coût à 2 milliards en 1989 puis 2,380 milliards en mai 1990 après la réduction des tronçons en viaduc puis 2,580 milliards de francs en janvier 1991.
Le projet a bénéficié d'une subvention de l'État de près de 390 millions de francs et d'un prêt de près de 1,4 milliard de francs de la Banque européenne d'investissement,. La construction de la ligne a nécessité près de trois millions d'heures de travail et a mobilisé 5000 équivalents temps plein,.
Les coûts détaillés selon les calculs de janvier 1995 sont les suivants, en euros, :
- Génie civil et équipements non liés : 221 millions d'euros ;
- Système VAL : 65 millions d'euros ;
- Voie, réseaux et parcs relais : 22 millions d'euros ;
- Maîtrise d'ouvrage : 33 millions d'euros ;
- Coût total en valeur 1995 : 448 millions d'euros. Le coût final en 2002 est de 527,17 millions d'euros, ce qui reste moins qu'attendu[73].

Le projet est autofinancé à 53 %, le reste du financement est réparti entre l'État (13 %), la ville de Rennes (5 %) et l'emprunt (29 %). Les derniers emprunts ont été remboursés en juin 2010, avec sept ans d'avance. Le retard pris par le chantier a permis d'accumuler près d'un milliard de francs entre 1991 et 1997 via le versement transport et donc de réduire le recours à l'emprunt.
La mise en service du métro a permis de dégager le centre-ville de très nombreuses lignes de bus, qui arrivaient à saturation et souffraient de nombreux retards. Ainsi dès 1991, le mensuel de la ville de Rennes, Le Rennais, décrivait une situation déjà critique : « on roule à 5 km/h sur la place de la République, 7 km/h bd de la Tour d'Auvergne… il faut patienter plus de trois cycles de feux pour franchir le pont de l'Alma vers le centre-ville. Si rien n'était fait, la situation deviendrait invivable d'ici à dix ans ». Avec un temps de parcours de 16 minutes, le métro a permis un gain de temps de dix minutes comparé aux lignes de bus qui l'ont précédé.
Le métro a permis une restructuration d'ensemble du réseau de bus : pour nombre de lignes suburbaines desservant le nord-ouest et le sud de l'agglomération, les anciens terminus situés en centre-ville de Rennes ont été déplacés à proximité des stations de métro situées en périphérie tandis que les lignes majeures ont vu leurs itinéraires simplifiés et leurs amplitudes horaires augmentées.
Ces modifications se sont accompagnées de l'ouverture de nouvelles lignes permettant de densifier le réseau dans toute l'agglomération rennaise, notamment des liaisons inter-quartiers. La ligne A a fait bondir la fréquentation du réseau, passant de 33 millions en 2000 à 63,5 millions en 2008 soit une hausse de 99 %.
Il faudra attendre deux ans pour fiabiliser le fonctionnement de la ligne et sa régularité. La ligne a été labellisée NF service par l'AFNOR en mars 2005, cette certification a été renouvelée à plusieurs reprises, comme en 2014 et en 2021.

### Une ligne victime de son succès
Très rapidement, la ligne est victime de son succès, les 16 rames d'origine dont 13 utilisés en service commercial ne suffisant pas à absorber une fréquentation toujours croissante : après seulement 15 jours de service, une 14e rame a été engagée en raison de la très forte fréquentation. Dès 2003, l'achat de « quatre à huit nouvelles rames » est prévu à l'horizon 2005. Les associations d'usagers en situation de handicap se plaignent notamment du manque de place dans les rames bondées pour accueillir les fauteuils roulant, lié en partie au manque de civisme des voyageurs valides. Cet achat est anticipé avec deux ans d'avance, nécessitant de repousser d'autant le financement du parc relais Henri-Fréville tandis que le manque de parcs relais le long de la ligne, seuls ceux de La Poterie et Triangle existent en 2002, se fait sentir notamment dans le quartier de Villejean et ce jusque dans les parkings résidentiels privés qui se retrouvent envahis.
Rennes Métropole investit ainsi 28,5 millions d'euros pour l'achat de huit nouvelles rames livrées et mises en service en 2006 et investit cinq millions d'euros pour agrandir le remisage couvert du garage-atelier.
Toutefois, ces huit rames supplémentaires ne suffisent pas et ce sont 35 millions d'euros qui sont à nouveau investis en 2010 pour acheter six nouvelles rames, disposant d'un nouvel aménagement intérieur qui est étendu aux rames existantes, mises en service en 2012 et d'une extension des ateliers du garage-atelier qui est livrée en juillet 2013,,,. Le réaménagement intérieur des rames a aussi été décidé.
En 2022, la ligne utilise 26 rames en service commercial et en conserve quatre en réserve. La capacité de transport maximale en heures de pointe a ainsi augmenté de 30 % entre l'inauguration et 2024 passant de 5 700 à 7 500 voyages par heure et par sens.
Entre février et mai 2014, 11 des 36 escalators équipant les stations de la ligne sont remplacés de façon prématurée, notamment à République et Sainte-Anne, à la suite d'un nombre important de pannes. Après ces équipements extérieurs, ce sont les 19 escalators intérieurs de sept stations qui sont remplacés entre juillet 2023 et 2025. De la même façon, les 44 ascenseurs des stations, des parcs relais et du garage-atelier de la ligne seront renouvelés, le calendrier exact n'est pas encore établi, avec pour but de s'aligner sur le design de ceux de la ligne B.

### Projets abandonnés

Extensions du métro autrefois envisagées pour après 2022, avec le prolongement à Chantepie (en bas, à droite) et les hypothèses d'extensions au nord (en haut, à gauche).

Jusqu'en 2019, des projets de prolongement de la ligne ont été étudiés, mais ont finalement été abandonnés au profit de la création d'un réseau de bus à haut niveau de service (« Trambus »),, : 
Le premier consistait à prolonger la ligne depuis La Poterie vers Chantepie sur 3,4 km pour un coût estimé à 206 millions d'euros en utilisant le raccordement existant vers le garage-atelier de Chantepie,. Étudiée dès mars 2003 en parallèle de la seconde ligne de métro, cette extension voit ses études arrêtées en décembre 2007 afin de prioriser la seconde ligne,.
L'extension aurait compté trois stations : Val Blanc où elle aurait été en correspondance avec la gare de Rennes-La Poterie déplacée, Mairie de Chantepie implantée place des Marelles et Rives du Blosne au sein du nouveau quartier éponyme. Les stations Val Blanc et Rives du Blosne auraient été équipées de parcs relais d'un total de 800 places. Les temps de parcours auraient été de cinq minutes jusqu'à La Poterie et 15 minutes jusqu'à République, les promoteurs immobiliers n'hésitaient pas à préciser l'arrivée future du métro dans les brochures des immeubles en cours de construction dans la commune.
Dans l'étude menée par la Setec en 2018 et publiée en 2019, l'extension à Chantepie n'aurait compté que deux stations : une dans la zone d'activité des Logettes amenée à se développer et une dans le centre de la commune vers l'église Saint-Martin, sous l'avenue André-Bonnin, cette extension aurait emprunté le raccordement au garage-atelier mis en double voie puis l'aurait longé par le nord et ensuite remonter par la route de Vern puis par la coulée verte. Son coût aurait été de 224 millions d'euros pour seulement 6000 voyageurs quotidiens supplémentaires et la faible distance rendrait l'utilisation d'un tunnelier trop onéreux, sans compter les contraintes du passage du Blosne, de la ligne de Châteaubriant à Rennes et les travaux sur la coulée verte en espace contraint.
Le second, à plus long terme, consistait à prolonger la ligne depuis J.F. Kennedy jusqu'à Pacé à la faveur de la création d'une possible zone d'aménagement concerté à la Lande du Breil, entre les deux communes, à l'extérieur de la rocade ou du côté de la zone commerciale de Saint-Grégoire. Cette dernière hypothèse a été étudiée dès 1997 jusqu'au quartier de Beauregard,.
Une ligne de téléphérique urbain longue de 2,9 km et cinq stations a également été étudiée par la Setec entre La Poterie et Chantepie, puis abandonnée en 2019 en raison de la difficulté d'insérer une telle ligne dans le centre-ville de Chantepie et de son faible effet de levier sur la fréquentation. Le projet était estimé à 50 millions d'euros pour une fréquentation de 7 000 voyageurs par jour.

## Tracé et stations

### Carte
La ligne A est représentée en texte blanc sur fond rouge  #ee1d23 sur les plans et la signalétique du réseau. Le pictogramme de la ligne est constitué d'un « a » minuscule rouge sur fond blanc cerclé de rouge.

Pictogramme de la ligne.

### Tracé

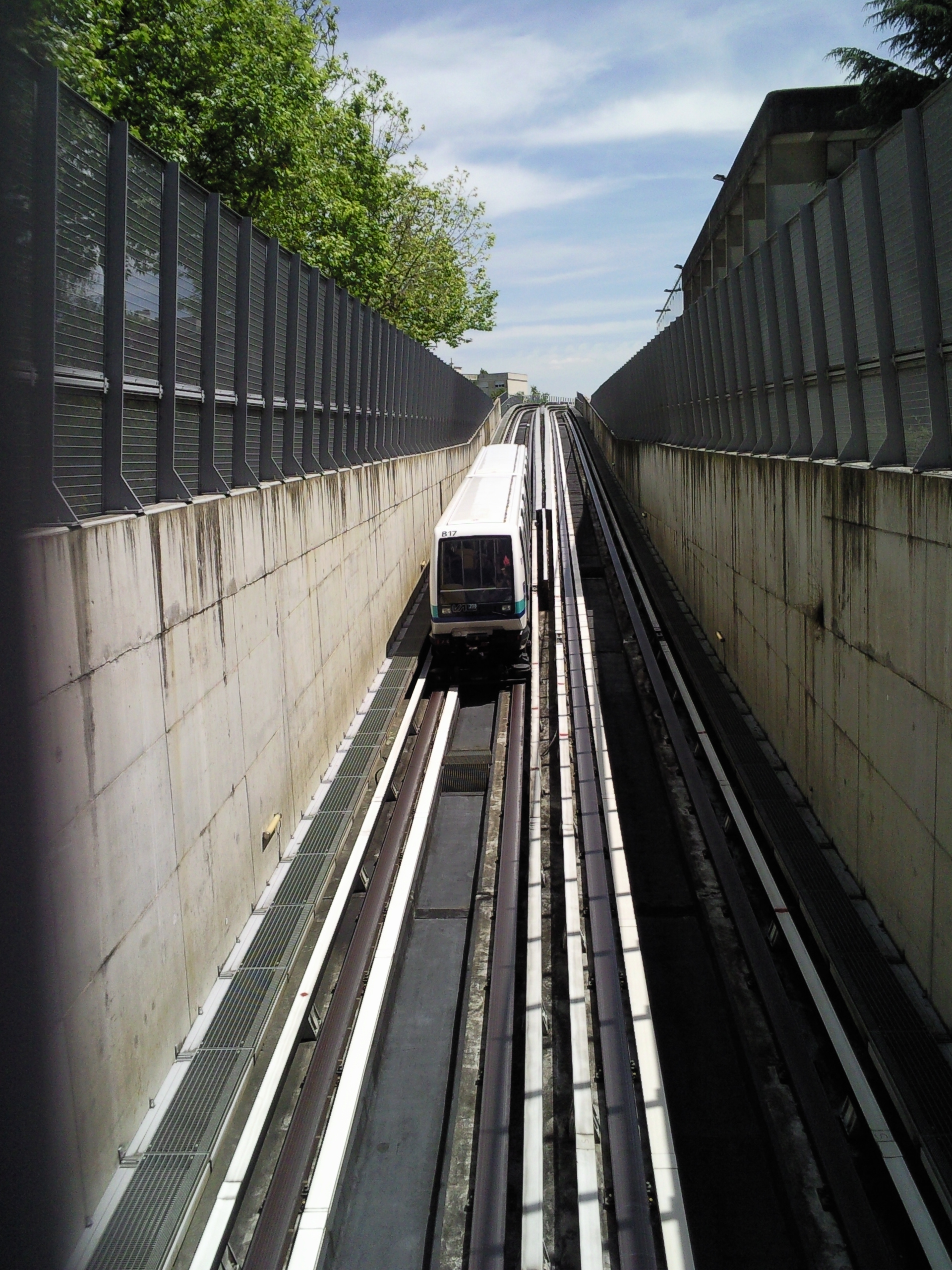
Émergence du tunnel à la sortie de la station Villejean - Université, en direction de la station Pontchaillou.

La ligne, d'orientation générale nord-ouest / sud-est allant de J.F. Kennedy à La Poterie est d'une longueur totale de 8,56 km, 9,4 km en comptant le raccordement de 840 m de long jusqu'au garage-atelier, situé au-delà du terminus La Poterie. Elle est essentiellement souterraine (7,535 km sont traversés en tunnel dont 3,770 km en tranchées couvertes et 3,765 km en souterrain profond, creusé par le tunnelier Perceval). Le reste est composé de différents viaducs (1,025 km) ou ouvrages au sol. La distance moyenne entre les stations est de 611 mètres. La pente maximale est de 8 %.
La ligne A est en correspondance avec la ligne B aux stations Gares et Sainte-Anne. Les correspondances se font par une galerie de liaison en sous-sol. De cette façon, les deux lignes rennaises desservent toutes les deux les principaux points d'intérêts du centre afin d'éviter les correspondances pour une ou deux stations et ainsi éviter la saturation du tronçon central de la ligne A qui est notamment limitée par la longueur de ses stations empêchant de rallonger les rames. On retrouve avec cette configuration deux quasi doublons de façon volontaire : République et Charles de Gaulle pour la ligne A et Saint-Germain et Colombier pour la ligne B.
L'interstation la plus longue se situe entre Gares et Jacques Cartier (870 m), tandis que la plus courte est entre Gares et Charles de Gaulle, pour 356 m. Dans les parties souterraines, les 2 voies sont dans le même tunnel.
La ligne naît au nord-ouest dans le quartier de Villejean, : la station J.F. Kennedy est aménagée sous une dalle piétonne et est la seule station du réseau à ne posséder qu'un seul quai et une seule voie utilisée en service commercial, et ne possède par d'arrière-gare outre une zone de garage. La ligne continue en tranchée couverte pour rejoindre la station Villejean - Université puis émerge à la surface pour continuer sur le viaduc de Pontchaillou pour longer l'hôpital de Pontchaillou par le nord et desservir la station éponyme,. Elle plonge sous terre juste avant de passer sous les voies de la ligne de Rennes à Saint-Malo - Saint-Servan, dans un premier temps en tranchée couverte puis rejoint par une série de courbes et de contre-courbes le long tronçon creusé au tunnelier juste avant d'arriver à la station Anatole France,.
Ainsi creusée, la ligne peut s'affranchir de l'étroitesse des rues du centre-ville et la ligne peut ainsi rejoindre la station Sainte-Anne par une série de courbes puis la station République en suivant l'axe nord-sud formé par les rues le Bastard, d'Estrées et enfin d'Orléans. La ligne continue sous l'axe de la rue Jules-Simon puis s'en écarte pour marquer une grande courbe l'emmenant à la station Charles de Gaulle, située dans l'angle sud-ouest de l'esplanade éponyme puis continue en passant sous le musée de Bretagne pour rejoindre la station Gares, approximativement perpendiculaire à celle de la ligne A. La ligne passe sous les voies de la gare ferroviaire puis, grâce à une série de courbes et de contre-courbes, se replace dans l'axe nord-sud prolongeant celui du centre-ville, ici formé par la rue de l'Alma, et rencontre la station Jacques Cartier puis la station Clemenceau, qui marque la fin du tronçon réalisé au tunnelier,. La ligne continue en tranchée couverte sur l'avenue Henri Fréville qui prolonge la rue de l'Alma pour rejoindre la station éponyme puis marque un virage assez serré à gauche pour se placer dans l'axe des rues d'Espagne puis de Suisse, où se situent les stations Italie et Triangle. La ligne serpente alors en cœur d’îlot pour se réaligner sous le boulevard de Yougoslavie et desservir la station Le Blosne, puis continue et émerge à la surface via le viaduc de la Poterie sur le boulevard des Hautes-Ourmes qui conduit la ligne jusqu'à son terminus aérien, la station La Poterie,.
Les voies se prolongent en arrière-gare en double voie puis en voie unique et rejoint le niveau du sol, franchit successivement un premier pont, le viaduc de franchissement la rocade puis un pont au-dessus de la rivière du Blosne, marquant la limite entre Rennes et Chantepie, avant d'entrer dans le garage-atelier.
La numérotation des voies se fait au départ du garage-atelier : ainsi la voie 1 part en direction de J.F. Kennedy et la voie 2 en sens inverse, vers La Poterie.

### Liste des stations
La ligne comporte quinze stations au total. Deux d'entre elles sont aériennes, Pontchaillou et La Poterie. L'implantation des stations réplique le tracé de l'ancienne ligne de bus 8 (Villejean ↔ Hautes Ourmes), la plus fréquentée du réseau avant la mise en service du métro.
|  |   |  | Stations               | Coordonnées                 | Communes (quartiers)               | Correspondances                                                     |
|  | - |  | ---------------------- | --------------------------- | ---------------------------------- | ------------------------------------------------------------------- |
|  | ■ |  | J.F. Kennedy           | 48° 07′ 17″ N, 1° 42′ 41″ O | Rennes (Villejean)                 | Parc relais                                                         |
|  | • |  | Villejean - Université | 48° 07′ 17″ N, 1° 42′ 14″ O | Rennes (Villejean)                 | Parc relais                                                         |
|  | • |  | Pontchaillou           | 48° 07′ 18″ N, 1° 41′ 36″ O | Rennes (Villejean)                 |                                                                     |
|  | • |  | Anatole France         | 48° 07′ 05″ N, 1° 41′ 15″ O | Rennes (La Touche)                 | TER Bretagne (à distance, à la halte de Pontchaillou)               |
|  | • |  | Sainte-Anne            | 48° 06′ 52″ N, 1° 40′ 49″ O | Rennes (Centre-ville)              | (Logo du métro de Rennes) · (Logo de la ligne b du métro de Rennes) |
|  | • |  | République             | 48° 06′ 35″ N, 1° 40′ 45″ O | Rennes (Centre-ville)              | (Saint-Germain, par la voie publique)                               |
|  | • |  | Charles de Gaulle      | 48° 06′ 20″ N, 1° 40′ 37″ O | Rennes (Colombier - Champ-de-Mars) | (Colombier, par la voie publique)                                   |
|  | • |  | Gares                  | 48° 06′ 14″ N, 1° 40′ 20″ O | Rennes (Saint-Hélier)              | Grandes lignes, TER Bretagne (Gare de Rennes)                       |
|  | • |  | Jacques Cartier        | 48° 05′ 52″ N, 1° 40′ 32″ O | Rennes (Villeneuve)                |                                                                     |
|  | • |  | Clemenceau             | 48° 05′ 37″ N, 1° 40′ 28″ O | Rennes (La Binquenais)             |                                                                     |
|  | • |  | Henri Fréville         | 48° 05′ 16″ N, 1° 40′ 29″ O | Rennes (Italie)                    | Parc relais                                                         |
|  | • |  | Italie                 | 48° 05′ 12″ N, 1° 40′ 04″ O | Rennes (Italie)                    |                                                                     |
|  | • |  | Triangle               | 48° 05′ 11″ N, 1° 39′ 38″ O | Rennes (Torigné)                   | Parc relais                                                         |
|  | • |  | Le Blosne              | 48° 05′ 16″ N, 1° 39′ 15″ O | Rennes (Torigné)                   |                                                                     |
|  | ■ |  | La Poterie             | 48° 05′ 15″ N, 1° 38′ 40″ O | Rennes (Poterie)                   | Parc relais                                                         |

### Intermodalité
La ligne A est en correspondance directe avec la ligne B aux stations Gares et Sainte-Anne et, via la voie publique, à la station République vers la station Saint-Germain de la ligne B et à la station Charles de Gaulle vers la station Colombier de la ligne B,. Concernant les trains, elle est en correspondance aux stations Gares et Anatole France permettant d'accéder respectivement à la gare de Rennes et à la halte de Pontchaillou.

### Stations à thème ou particulières

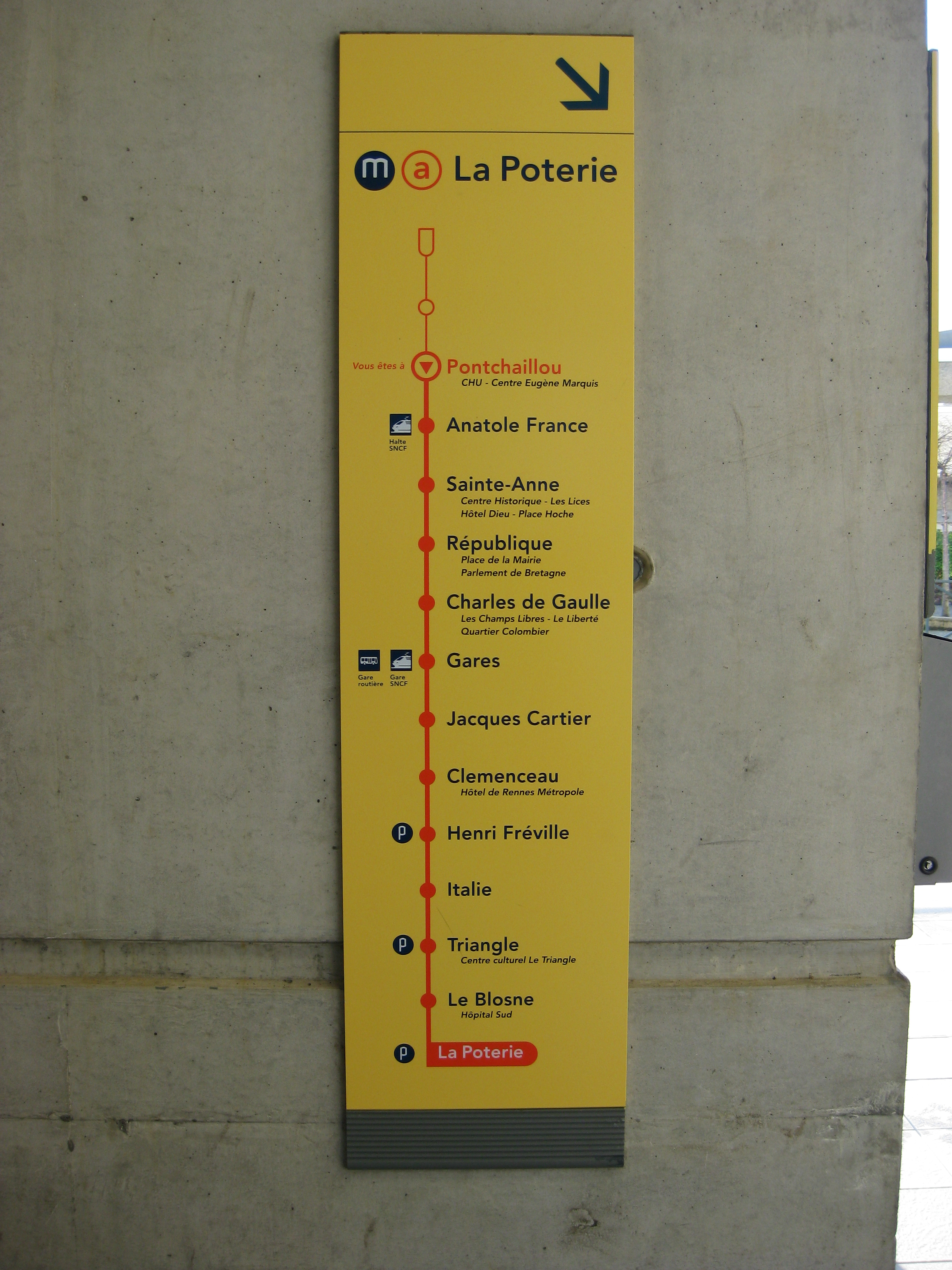
Thermomètre indiquant les stations restantes à desservir en direction de La Poterie, ici à Pontchaillou.

À partir d'un cahier des charges prévoyant entre autres l'accessibilité aux personnes handicapées et l'utilisation de portes palières, un point commun majeur relie les stations : la lumière.
Les quinze stations de la ligne A ont été dessinées et conçues par treize équipes d'architectes différentes avec chacune un style différent.
Les stations ont été conçues pour être lumineuses, mais de différentes façons : Lumière naturelle éclairant la salle des billets et/ou les quais (Anatole France, Jacques Cartier ou J.F. Kennedy) ou fibres optiques (Charles de Gaulle) par exemple. Les cages d'ascenseurs y participent, elles sont toutes conçues pour être des puits de lumière.
Manuelle Gautrand s'est vu attribuer les stations J.F. Kennedy et Villejean - Université caractérisées par ses dalles de verre et ses décorations sobres, la seconde ne disposant pas de salle des billets. Pascal et Pierre Prunet se sont vus attribuer les stations Anatole France et République, cette dernière s'inscrivant dans la continuité du bâti en surface,. La station Sainte-Anne dessinée par Martine Weissmann et Jean Léonard joue sur les volumes, notamment via un plafond en inox offrant un effet miroir,. Atalante Architecture a dessiné la station Charles de Gaulle en jouant avec le béton brut strié. La station Gares dessinée par Thierry Le Berre et Jean-Luc Le Trionnaire se voulait dans sa configuration d'origine d'avant la ligne B le prolongement de la gare ferroviaire, elle aussi reconstruite depuis,. La station Jacques Cartier dessinée par Philippe Lair et Jean-Paul Roynette, a été conçue de façon à s'intégrer au rez-de-chaussée d'un immeuble construit ultérieurement. Jean-Pierre Chouzenoux et Yvan Roginski ont dessiné Clemenceau de façon à faire entrer la lumière via un large puits. L'Atelier de l'Île a de son côté appliqué ce principe à Henri Fréville en dessinant une grande faille de verre et d'acier amenant la lumière sur les deux niveaux de la station. L'Atelier Bernard Kohn et l'Atelier du Canal ont conçu Italie et Triangle comme des prolongements des espaces publics en surface, la seconde se caractérise par son accès en amphithéâtre,. La station Le Blosne se singularise par ses accès évoquant les tours du quartier environnant.
Enfin, la ligne compte deux stations aériennes établies en viaduc,,, : Pontchaillou, dessinée par Joël Yves Gautier et La Poterie dessinée par Norman Foster.
La station J.F. Kennedy est la seule station du réseau à ne posséder qu'un seul quai, la seconde voie dépourvue de quai servant de voie de garage,.

### Garage-atelier

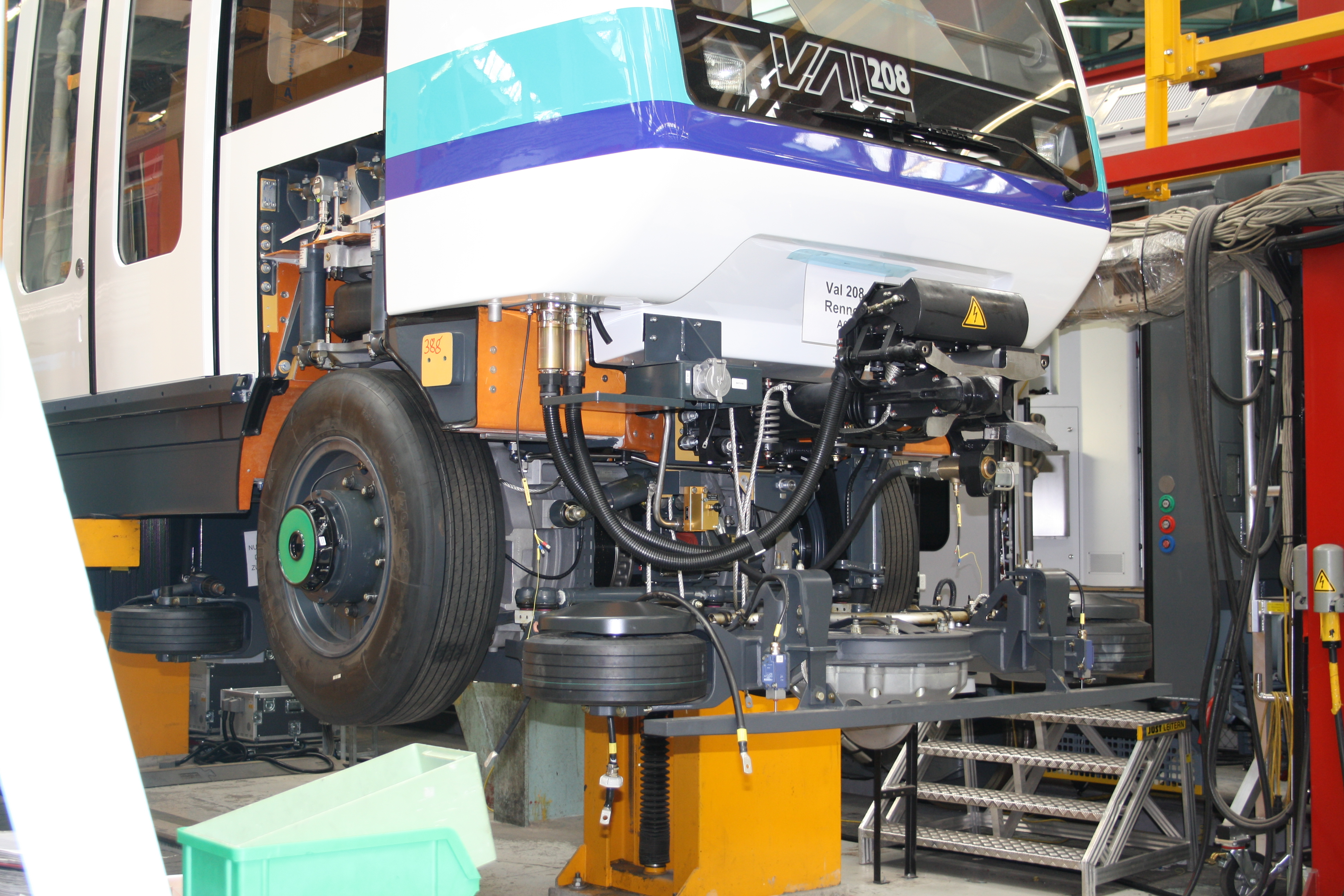
Détail d'un essieu d'un VAL 208 en opération de levage.

Le garage-atelier (GAT) est situé à Chantepie au sud-est de Rennes, occupant un terrain de 3,5 ha au sud de la rocade (48° 04′ 55″ N, 1° 38′ 04″ O). Après des travaux préparatoires et de terrassement menés en 1997, la construction des bâtiments débute le 9 février 1998, reçoit sa charpente en septembre 1998 et s'achève début 1999 ; les techniciens de Matra investissant le site à partir du 29 mars 1999.
Situé au delà du terminus La Poterie au sud-est de Rennes, le garage-atelier assure à la fois le remisage et l'entretien des rames VAL 208 et regroupe, :
- un garage de quatre voies accueillant les 30 rames ;
- un atelier de quatre voies possédant au moins quatre postes de levage, dont un équipé de passerelles d'accès à la toiture ;
- une voie équipée d'une machine à laver, prolongée par la voie menant au garage du train de travaux ;
- un atelier permettant la maintenance des équipements embarqués (essieux, moteurs, etc.) ;
- divers locaux techniques, magasin de stockage de pièces et bureaux.

Le raccordement de service à voie unique de 840 m de long entre le GAT et le terminus La Poterie fait office de voie d'essais, notamment utilisée lors des essais ayant précédé la mise en service. Le site de Chantepie accueille en son sein le poste de commande centralisé des deux lignes. L'implantation a été faite de façon à minimiser l'impact du GAT sur la zone naturelle et sur les deux maisons voisines.
Une extension du remisage couvert par ajout d'une voie supplémentaire, portant leur nombre à trois, et une réservation pour une quatrième côté nord sont effectuées en 2006 en lien avec l'achat de huit rames, puis une extension de 1 300 m2 de l'atelier de maintenance (qui passe de 3 à 4 voies) ainsi qu’une 4e voie pour le remisage ont été construites en 2012 dans le cadre de la mise en service des six nouvelles rames,,,.

## Exploitation
Le code interne de la ligne, utilisé notamment pour la billettique, est 1001.

### Desserte
La ligne A, dont le fonctionnement des rames est totalement automatique, est ouverte tous les jours de l'année, exception faite du 1er mai,.
En 2024, du lundi au samedi, le service démarre à J.F. Kennedy à 5 h 16 du matin et à 5 h 17 du matin à La Poterie. Les dimanches et fêtes, les premiers départs sont effectués depuis chaque terminus respectivement à 7 h 14 et 7 h 15 du matin. Du lundi au mercredi, les derniers départs ont lieu à J.F. Kennedy à 0 h 27 et à 0 h 29 à La Poterie. Du jeudi au samedi, le service est prolongé jusqu'à respectivement 1 h 27 et 1 h 29 du matin. Les dimanches et fêtes, les derniers départs ont lieu respectivement à 0 h 27 et à 0 h 28.
Pour certains événements durant l'année (fête de la musique, jour de l'an, etc), le service est assuré sans interruption nocturne,. Le reste du temps, les nuits du jeudi au dimanche la desserte est substituée par le réseau de bus nocturne STAR de Nuit : la ligne N1 relie le centre-ville au campus de Villejean, sans toutefois suivre le tracé du métro puisque cette ligne reprend le tracé de la ligne C4, tandis que la ligne N2 se substitue à l'intégralité du tronçon République-La Poterie.
Entre six heures du matin et minuit, il passe jusqu'à une rame toutes les 1 minutes 21 à 4 minutes sur la ligne en semaine et toutes les trois à quatre minutes les weekends et jours fériés. En début et fin de service, la fréquence est d'une rame toutes les quatre minutes environ. Il n'y a pas de séparation nette entre les heures creuses et les heures de pointe, la fréquentation a tendance à se lisser tout au long de la journée sur le métro rennais.
Pour l'« Opération Grande nuit » lors du réveillon de la Saint-Sylvestre, la fréquence est d'une rame toutes les six minutes tout au long de la nuit.
À sa mise en service, la ligne disposait d'une fréquence de 2 min 30 en heures de pointe et 5 minutes en heures creuses en semaine, et de 7 à 10 minutes en soirée.
L'intervalle minimal qu'il est possible d'atteindre avec un métro de type VAL est de 60 secondes. Cependant, la configuration de la station J.F. Kennedy, un seul quai en voie unique et sans arrière-gare, limite la fréquence de la ligne à 90 secondes. Il faudrait engager des travaux de prolongement des voies sur une centaine de mètres supplémentaires et la création d'un second quai pour envisager de diminuer la fréquence au-delà. Il est prévu de réaliser cet aménagement, estimé à 75 millions d'euros en 2010, après la mise en service de la ligne B,.
La vitesse commerciale de la ligne est de 32 km/h, pour une vitesse de croisière de 60 km/h ; la vitesse maximale est de 80 km/h,.

### Matériel roulant

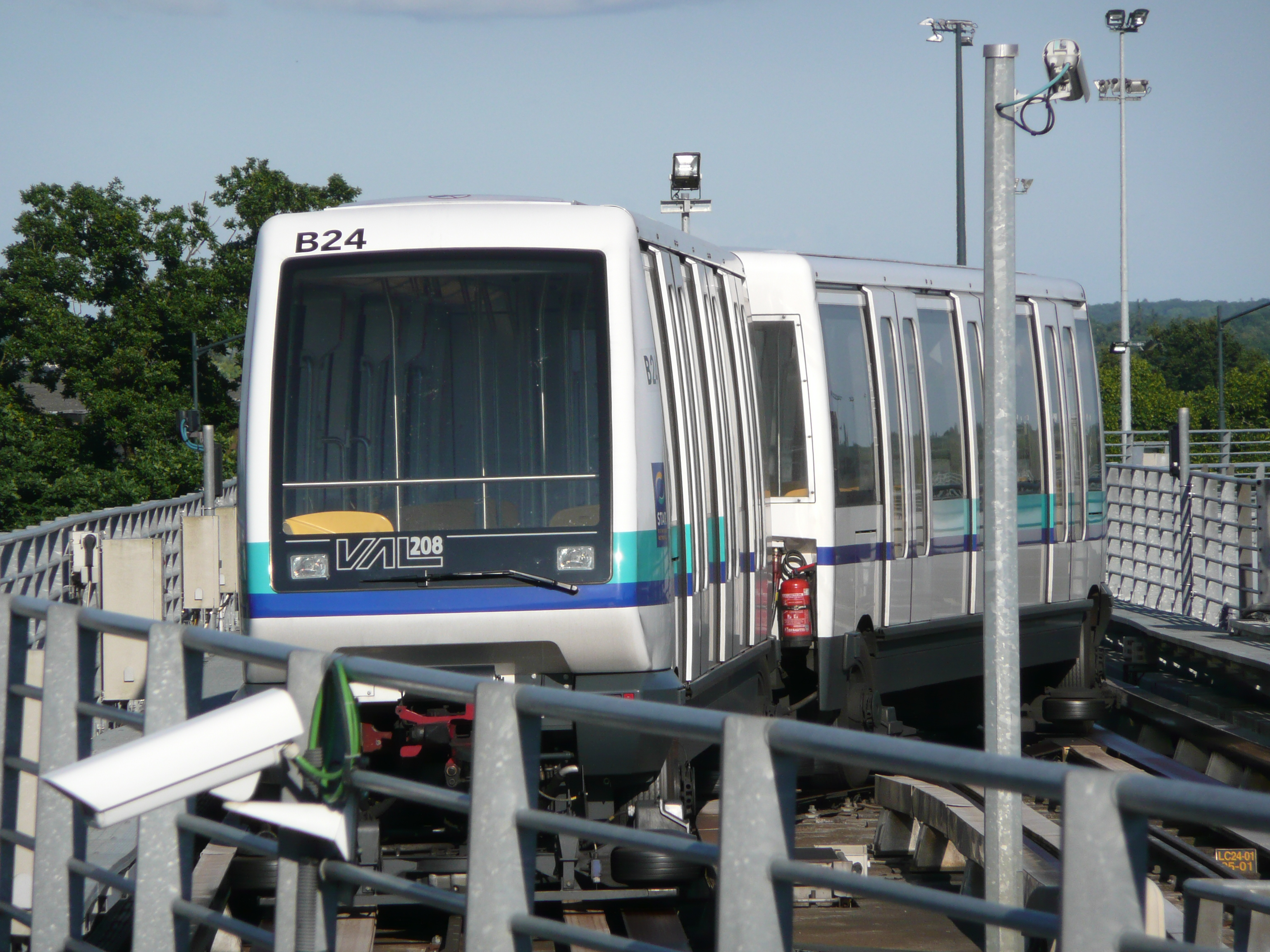
Le VAL 208 (2008).

Au moment de l'inauguration, en mars 2002, 16 rames VAL 208 circulent sur la ligne. Dès la fin 2003, huit nouvelles rames VAL 208 NG (Nouvelle génération) ont été commandées et livrées à l'été 2006, afin de faire face à la fréquentation de la ligne. Elles sont rejointes à la rentrée 2012 par six nouvelles rames VAL 208 NG2 commandées en 2010, portant le parc de la ligne à 30 rames,.
Ces six nouvelles rames possèdent un aménagement intérieur revu, permettant d'augmenter la capacité maximale à 170 personnes, et a été adopté sur le matériel existant. En 2021, sept rames supplémentaires, des VAL 208 NG3, ont été commandées dans le cadre de l'opération d'augmentation de la capacité de la ligne en 2028 et seront livrées d'ici 2026,,.
En exploitation normale et pour des raisons de maintenance, 26 rames sont utilisées.

### Personnel d'exploitation
En temps normal, aucune intervention humaine n'est nécessaire pour assurer le bon fonctionnement du système puisque chaque rame règle sa vitesse en fonction de l'heure et de la voie ; l'ensemble du réseau est surveillé et géré par les OTS (opérateur technique système) du poste de commande centralisé (PCC) situé au garage-atelier de la ligne A à Chantepie et placés sous l'autorité du chef du PCC,, ; il y a un poste de commande par ligne. Au nombre de quatre pour la ligne A, ils n'interviennent qu'en cas de panne et pour contacter les voyageurs. En plus de surveiller l'ensemble des rames, le PCC est chargé de mettre en route et d'arrêter le réseau ainsi que de réguler le nombre de rames sur les voies selon les besoins des passagers. Le PCC supervise également l'ensemble des travaux de maintenance qui s'effectuent de jour comme de nuit, comme les travaux en tunnel qui ont lieu lors de l’arrêt d'exploitation du métro.
La salle de contrôle est équipée de nombreux écrans vidéos qui sont reliés aux caméras présentes dans les stations, à partir desquelles les OTS surveillent la sécurité des voyageurs (aussi bien au niveau de l'ambiance qu'au niveau technique),. Par le biais d'ordinateurs, les opérateurs supervisent l'état de l'ensemble des équipements du métro et interviennent en cas de problème : si la situation l'exige, ils peuvent bloquer la rame et réaliser plusieurs actions afin de la faire redémarrer voire la remorquer jusqu'à un garage. Le PCC peut être amené à dialoguer avec les passagers en utilisant les interphones présents dans les rames.
En plus des OTS, les six intervenants qualité service (IQS), trois par ligne, sont en relation avec le PCC et assurent sur le terrain l'état des stations et celui des rames. Les ouvriers professionnels matériel roulant métro (OPMRM) sont eux chargés de la réparation des rames dans les différents garages-ateliers du réseau et les ouvriers professionnels voies (OPV) sont chargés de la maintenance des voies et des équipements en tunnel,.
583 caméras ont été installées dans les stations de la ligne A et à leurs abords, 20 à 30 par station et une cinquantaine pour les quatre parcs relais surveillés. Il y en avait 122 à la mise en service en 2002.

### Incidents et bus relais

Pictogramme du Bus relais métro

En 2023, le taux de disponibilité de la ligne est élevé avec 99,7 %, la ligne se disputant la première place mondiale avec la ligne 1 du métro de Turin parmi les métros automatiques. Toutefois, elle n'est pas à l'abri de pannes ou d'incidents divers.
En cas de panne prolongée d'une durée de plus d'une heure, bien que le PC métro avertisse le PC bus au-delà de vingt minutes d'interruption, des navettes de substitution de bus assurent un service le long de la ligne de métro au plus près des stations. L'absence d'appareils de voies, en dehors des terminus, oblige à une interruption totale de la ligne en cas d'incident, les rames ne pouvant changer de voie pour rebrousser,. Lors de certaines interruptions de trafic planifiées au delà d'une heure tardive, comme début 2025 où la ligne ferme à 23 h 30 plusieurs soirs, le bus relais n'est pas mis en place,.
Les arrêts desservis suivent au plus près les stations avec quelques différences dues à la voirie ne permettant pas le passage des bus : J.F. Kennedy est reporté à Cours Kennedy, la ligne dessert Les Lices, elle dessert Gare Sud Féval en complément de Gares et à l'inverse elle ne dessert pas les stations Pontchaillou (sans report direct possible), Sainte-Anne (reportée sur la ligne B) et Charles de Gaulle.
Au début des années 2000, le bus relais prenait l'indice A1 vers J.F. Kennedy et A2 vers La Poterie. Dans les années 2010, la ligne desservait la station Pontchaillou au lieu d'Anatole France, Charles de Gaulle et uniquement Gare Sud Féval sans desservir Gares.
Les derniers recours notables aux bus relais, palliant des pannes de longue durée, remontent :
- à fin mai 2006[123],[124], quand deux chiens réussissent à pénétrer sur les voies à la station La Poterie, nécessitant plusieurs heures d'interruption et l'intervention de la brigade cynophile pour les capturer ;
- au 15 mai 2012[125] en soirée, à la suite d'un défaut de freinage d'un train près de la station Gares qui a nécessité plusieurs heures d'intervention et la fermeture complète de la ligne de métro ;
- au 18 mai 2012[126], une panne informatique a retardé l'ouverture du métro à 14 h 30 environ. Dès 5 h 30, le bus relais était en circulation ;
- au 29 mars 2016[127], après le jet de chaises sur les voies entre les stations Villejean - Université et Pontchaillou par des personnes en marge des manifestations contre le projet de loi Travail porté par la ministre du Travail Myriam El Khomri. Une rame a notamment percuté des chaises jetées sur les voies, causant d'importants dégâts, et l'arrêt total de la ligne pendant plusieurs heures ;
- au 20 septembre 2016[128] quand le train de travaux stationné en journée au terminus J.F. Kennedy, entre deux nuits de travaux d'entretien, a été détecté par le système de pilotage automatique comme une anomalie ; celui-ci s'est mis en sécurité, empêchant la prise de service de la ligne jusqu'à 7 h ;
- au 8 octobre 2016[129] quand, à la suite de l'arrêt d'urgence du métro après qu'une alerte de sécurité est remontée au poste de commande centralisé, les voyageurs de plusieurs rames tirent les poignées d'évacuation et descendent sur les voies, causant plus de trois heures d'interruption le temps de s'assurer que les voyageurs aient tous évacué le tunnel ;
- au 15 novembre 2017[124],[130], en fin d'après-midi à la suite d'infiltrations d'eau à la station Sainte-Anne faisant disjoncter des équipements électriques. Le trafic, interrompu vers 15 h, reprend vers 18 h en mode manuel, puis revient à la normale vers 19 h.

Après septembre 2022, le nombre de jours marqués par des incidents (normalement 1 ou 2 jours par mois) a augmenté (jusqu'à atteindre 5 jours par mois) pour plusieurs raisons, principalement par la hausse du nombre de voyageurs et des mauvais comportements (portes bloquées, signal d'alarme tirés, etc.) et au manque de personnel de maintenance.
Un incident, rare mais grave, a eu lieu en mai 2018 à la station République où un enfant de six ans a été grièvement blessé après s'être coincé le pied dans un escalator, entre une marche et la paroi.
Il arrive aussi que des accidents se produisent en dehors des horaires de fonctionnement de la ligne : ainsi, dans la nuit du 25 au 26 mars 2022 un homme s'est tué en chutant dans un des puits de lumière du parking relais de la station Villejean - Université vers 3 h 30 du matin puis, trois heures plus tard alors que le service avait repris, un autre homme a fait une chute similaire depuis la main courante d'un escalator de la station Charles de Gaulle mais n'a été que grièvement blessé.
La ligne s'est aussi retrouvée bloquée durant quatre minutes en décembre 2016 à la suite d'un sketch du collectif Les inachevés où l'on voit un de leurs membres foncer dans une porte palière en train de se fermer, ce qui casse un ressort de la porte, vaut au collectif une plainte de l'exploitant et une amende de 1 280 euros.

### Tarification et financement

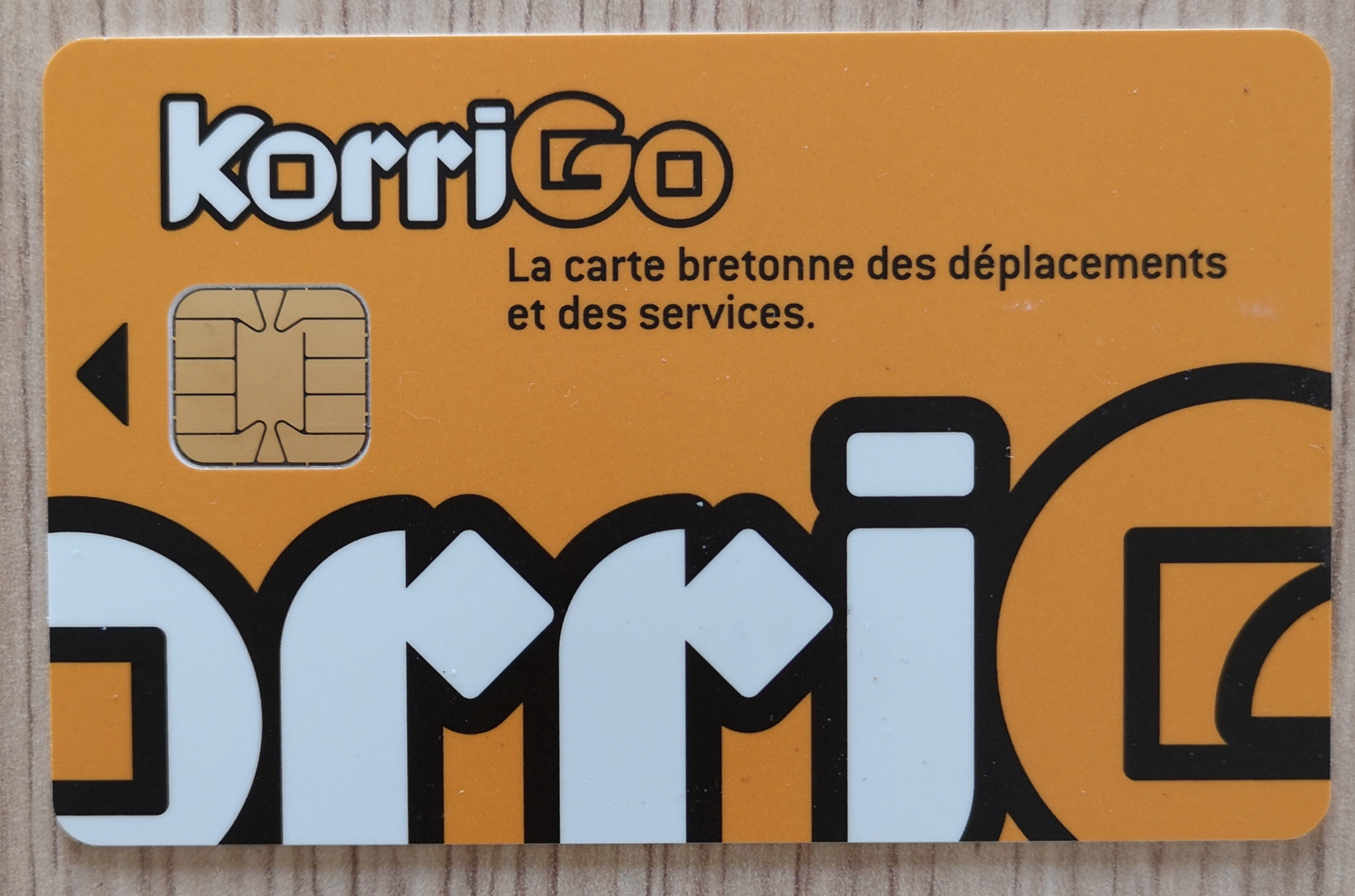
La carte KorriGo.

La tarification appliquée à la ligne est celle du réseau STAR. Les différents titres de transport (tickets sans contact rechargeable ou carte à puce KorriGo) sont valables indifféremment dans le métro ou dans les bus. Des portillons d'accès couplés aux valideurs sont placés aux entrées des stations ; pour valider et ouvrir le portillon, il suffit d’approcher la carte à moins de quinze centimètres des bornes, même dans un sac ou une poche.
En 2023, le financement du fonctionnement du réseau (entretien, matériel et charges de personnel) est assuré par l'exploitant Keolis Rennes. Cependant, les tarifs des billets et abonnements dont le montant est limité par décision politique ne couvrent pas les frais réels de transport. Le manque à gagner est compensé par l'autorité organisatrice, Rennes Métropole.

### Trafic
Estimée à l'origine à 77 500 voyageurs par jour, la fréquentation journalière monte au bout de trois mois de service à environ 80 000 voyageurs, à 91 500 voyageurs dès 2003, 130 000 voyageurs en 2011, 140 000 voyageurs en 2014,, et 145 000 voyageurs en 2022. La barre des 100 000 voyageurs quotidiens ne devait être atteinte qu'en 2012 selon les estimations initiales.
La ligne a transporté 20 millions de passagers en 2002 lors de sa première année d'exploitation et 37,17 millions de passagers en 2019. La fréquentation annuelle devait atteindre 38 millions en 2021 selon les prévisions du délégataire établies lors du renouvellement du contrat en 2017.
Au début des années 2010, elle concentre à elle seule 44 % de la fréquentation totale du réseau STAR.
Avec l'arrivée de la ligne B du métro, la ligne A a gagné 13 % de fréquentation en plus pour atteindre les 150 000 voyageurs par jour.
| Année | Nombre de voyageurs (en millions) | Année | Nombre de voyageurs (en millions) |
| ----- | --------------------------------- | ----- | --------------------------------- |
| 2002  | ~20 (environ)                     | 2015  | 33,3                              |
| 2003  | ~21 (environ)                     | 2016  | 34,3                              |
| 2004  | ~22,5 (environ)                   | 2017  | 34                                |
| 2005  | ~24 (environ)                     | 2018  | 35,22                             |
| 2006  | 27                                | 2019  | 37,17                             |
| 2007  | 28                                | 2020  | 23,39                             |
| 2008  | 30,1                              | 2021  | 28,6                              |
| 2009  | 26                                | 2022  | 35,40                             |
| 2010  | 22                                | 2023  | 37,9                              |
| 2011  | 27,9                              | 2024  |                                   |
| 2012  | 28,9                              | 2025  |                                   |
| 2013  | 29                                | 2026  |                                   |
| 2014  | 32,82                             | 2027  |                                   |

Le site internet du réseau permet de visualiser le niveau de fréquentation journalière maximale de chacune des lignes selon trois niveaux (faible, moyenne et élevée) et par tranche d'une demi-heure.
En semaine, la ligne connait une fréquentation élevée entre 7 h 30 et 8 h 30 puis de 17 h à 17 h 30, de 18 h à 18 h 30 et de de 20 h à 20 h 30. La fréquentation est dite moyenne de 8 h 30 à 19 h 30 en dehors des pics précités et de trois créneaux de faible fréquentation (11 h 30-12 h, 13 h 30-14 h et 15 h-15 h 30) ; ce niveau faible est aussi constaté en début et fin de service.
Le samedi, la ligne connait une fréquentation dite moyenne entre 12 h et 13 h 30 et de 15 h 30 à 18 h 30 et faible le reste de la journée, ce dernier niveau est constaté le dimanche sur l'ensemble de la journée.

## Projet d'augmentation de la capacité

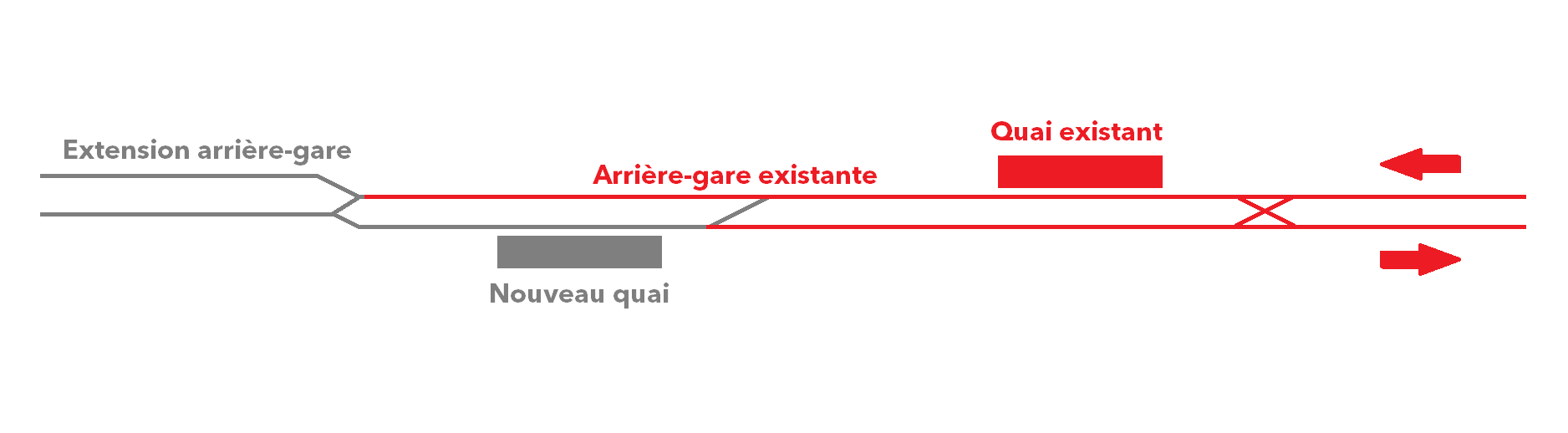
Schéma de l'agrandissement de la station J.F. Kennedy. L'échelle n'est pas respectée.

En décembre 2018, le projet d'augmentation de la capacité de la ligne A, qui doit permettre d'attendre une fréquence d'une rame toutes les 66 secondes à l'horizon 2028 est présenté aux élus de Rennes Métropole. La capacité de transport maximale en heures de pointe serait augmentée de 25 % passant de 7 500 à 9 300 voyages par heure et par sens et de 26 à 33 rames en simultané,.
Baptisé officiellement « Augmentation de la capacité de la ligne a – phase 2 », il repose sur deux points, :
- l'achat de sept nouvelles rames, ce qui ferait passer le parc de 30 à 37 rames (il était prévu de commander six rames à l'origine)[84] ;
- le réaménagement de la station J.F. Kennedy qui doit recevoir un second quai et le prolongement de 160 mètres de l'arrière-gare, afin de pouvoir y garer jusqu'à sept rames au lieu de quatre actuellement, ainsi qu'un appareil de voie supplémentaire après la station.

Ce dernier aménagement, envisagé de longue date, et estimé à 65 millions d'euros à l'origine puis à 75 millions en 2010,, doit être réalisé entre 2025 et 2028, tandis que les études préalables ont lieu entre 2020 et 2023. Le coût total de ces deux projets est estimé à 85 millions en 2018 et à 139,70 millions en 2025,.
Rennes Métropole engage une concertation publique à ce sujet en novembre 2020.
En novembre 2021, Rennes Métropole choisit Siemens Mobility pour la fourniture de sept rames VAL 208 NG3 qui seront livrées pour la rentrée 2026,.
L'enquête publique est organisée entre le 10 juin et le 10 juillet 2024. Le commissaire-enquêteur a rendu un avis favorable en août 2024 et le projet est déclaré d'utilité publique le 6 janvier 2025.
Le réaménagement du terminus J.F. Kennedy est rendu complexe car l'ajout du second quai doit se faire dans un milieu contraint, entre la structure de la dalle Kennedy et du centre commercial. La solution retenue est de faire le second quai décalé de 52,60 m par rapport à celui existant, tandis que le prolongement de l'arrière-gare doit passer sous un parking souterrain, longer le parc relais dont les accès devront être modifiés, et surtout passer sous l'immeuble du 25-29 avenue d'Anjou, ce qui nécessitera pour ce dernier cas de faire un tunnel bi-tube afin de ne pas toucher à ses fondations.
La station doit ainsi fermer durant trois mois de juin à fin août 2027 pour remplacer la dalle de verre et modifier la salle des billets puis, de mi-juillet à fin août 2028, la ligne sera totalement fermée afin de raccorder les nouvelles infrastructures à celles existantes,. Les travaux débutent mi-2024, bien que les premiers travaux de déviation des réseaux souterrains débutent dès début 2024. Le chantier débute officiellement le 7 avril 2025.

## Lieux desservis

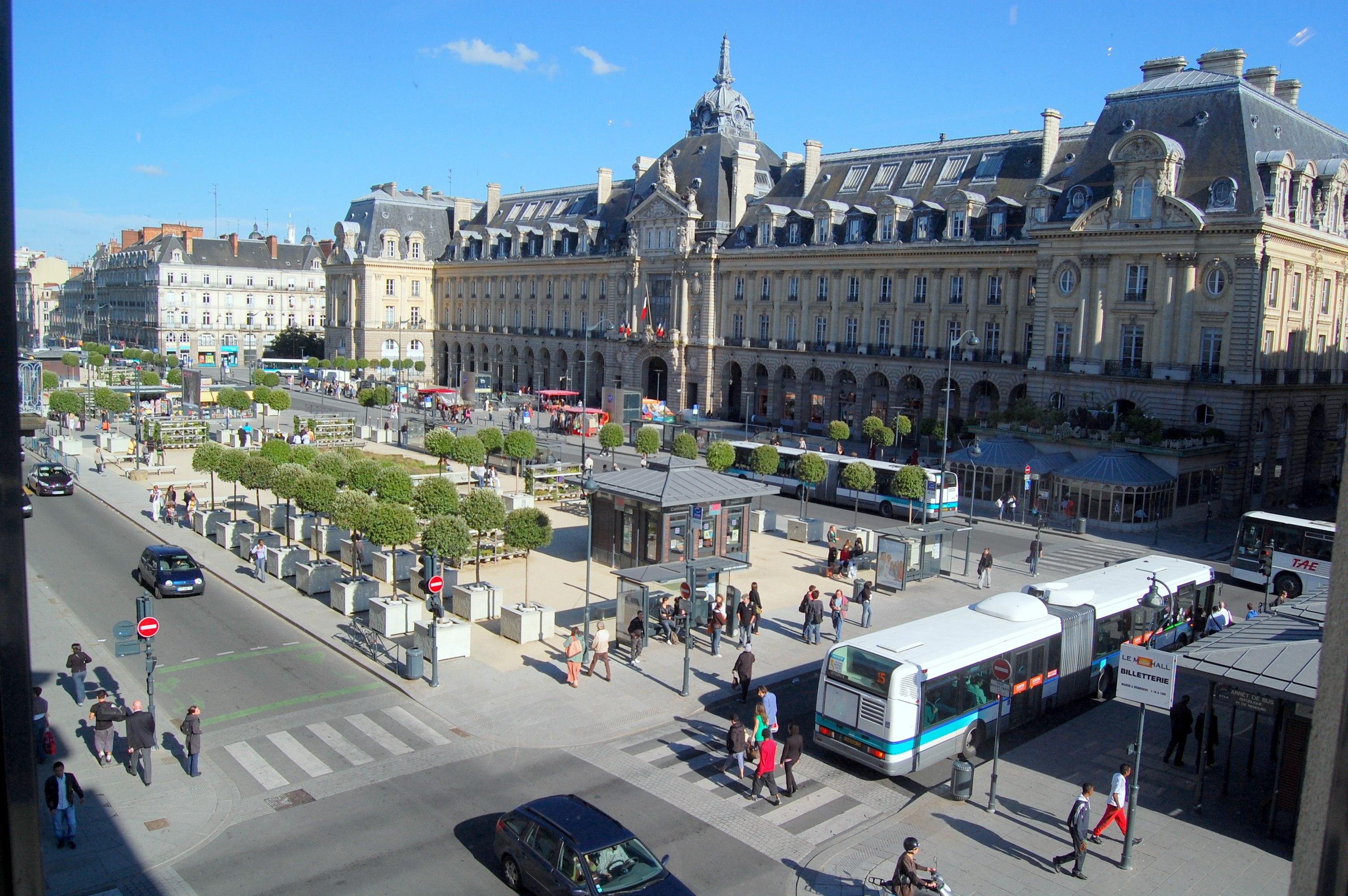
La place de la République, desservie par la ligne A (juin 2008).

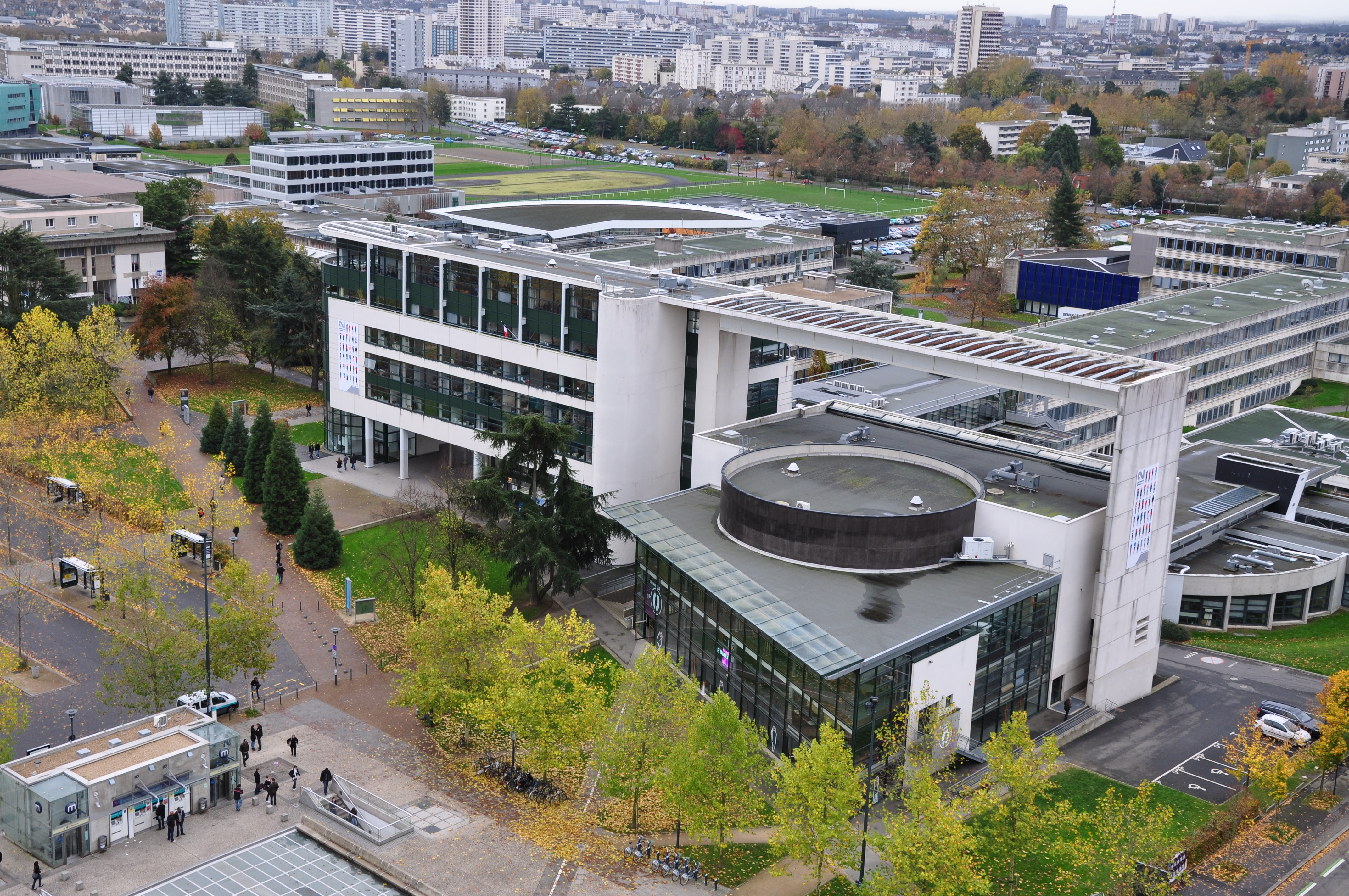
Le campus de Villejean (janvier 2011).

La ligne dessert quelques lieux touristiques ou historiques, concentrés majoritairement dans le centre-ville, ainsi que certains points d'animation de la vie rennaise.
Dans le quartier de Villejean, la ligne dessert le campus universitaire (station Villejean - Université), qui accueille 32 600 étudiants des universités de Rennes et Rennes-II et de l'École des hautes études en santé publique, ainsi que l'CHU de Pontchaillou (stations Pontchaillou et dans une moindre mesure Anatole France).
Dans le quartier de La Touche, la station Anatole France dessert essentiellement la halte de Pontchaillou.
Dans le centre-ville, la station Sainte-Anne, située sous la place éponyme, donne accès au centre historique de la ville et dessert notamment le couvent des Jacobins, devenu en 2018 le centre des congrès de Rennes Métropole et la basilique Notre-Dame-de-Bonne-Nouvelle, ainsi que le campus centre et l'École régionale des beaux-arts. La station République, située sous la principale place de la ville, donne essentiellement accès quant à elle au cœur politique de la ville puisqu'elle dessert l'hôtel de ville et l'opéra lui faisant face, ainsi que les palais du Commerce et du Parlement de Bretagne, le musée des Beaux-Arts et trois édifices religieux : l'église Toussaints la basilique Saint-Sauveur et la cathédrale Saint-Pierre.
La station Charles de Gaulle, située sous l'esplanade éponyme, dessert notamment Les Champs libres, bâtiment regroupant diverses structures dont le musée de Bretagne. Elle dessert aussi deux centres commerciaux (Les Trois Soleils et Colombia), des cinémas, la principale salle de spectacle de la ville (Le Liberté) et la tour de l'Éperon, l'un des plus hauts immeubles de Rennes. La station Gares dessert logiquement la gare de Rennes, ainsi que le quartier d'affaires EuroRennes.
La station Clemenceau dessert l'hôtel de Rennes Métropole, tandis que la station Henri Fréville dessert le centre Alma, le plus grand centre commercial de Rennes. Enfin, l'hôpital Sud est desservi par la station Le Blosne.